# Eupen

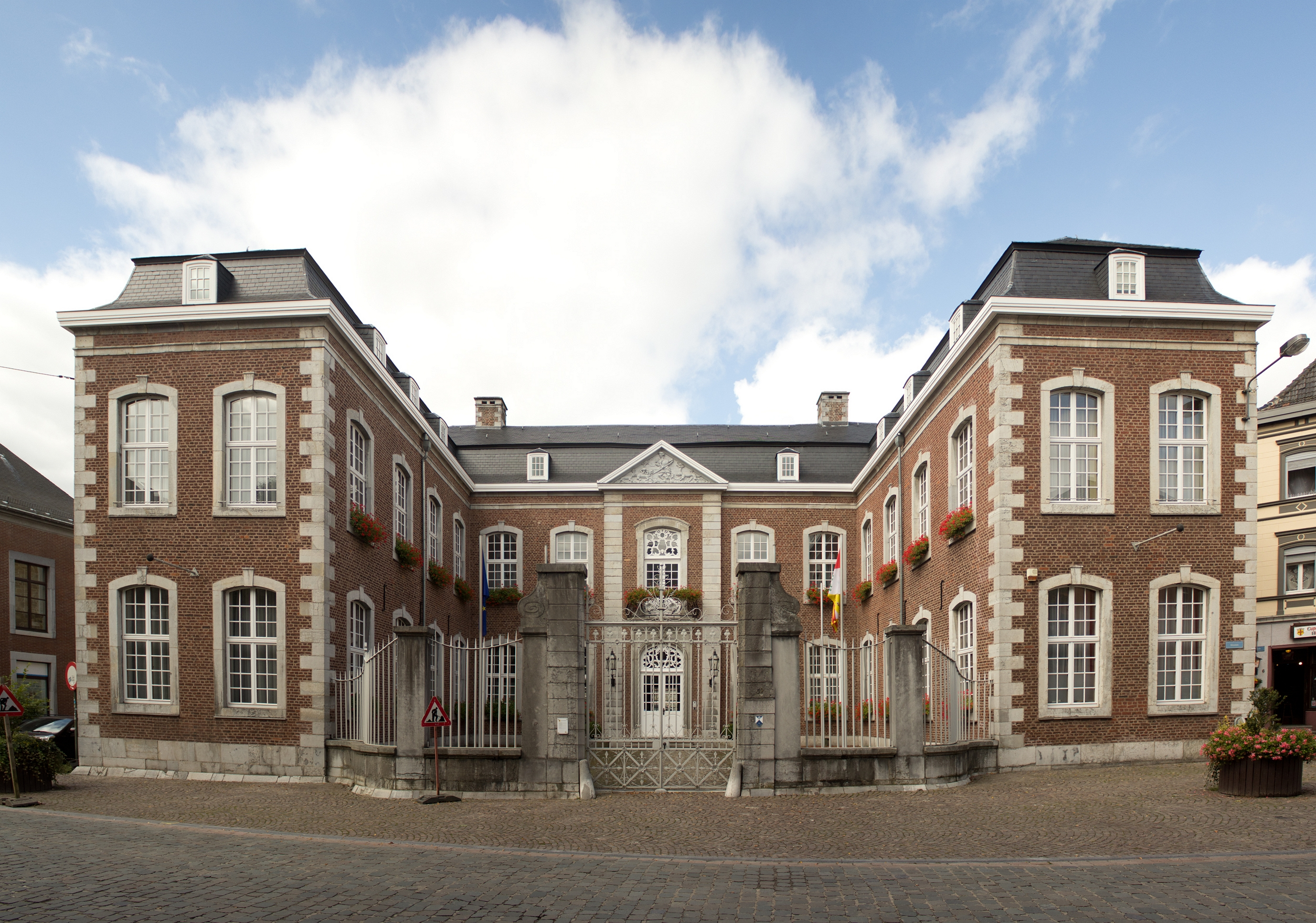
Haus Grand Ry, Regierungssitz der Deutschsprachigen Gemeinschaft

Eupen (deutsche Aussprache [ˈʔɔʏpn̩], französisch [øpɛn]; wallonisch Nèyåw; veraltet französisch Néau) ist eine belgische Stadt im Osten der Provinz Lüttich in der Wallonischen Region. Die Stadt liegt am Rande des Naturparks Hohes Venn-Eifel etwa 16 km südlich von Aachen sowie 45 km von Lüttich und Maastricht entfernt und gliedert sich in die Viertel Oberstadt mit dem benachbarten Weiler Stockem und Unterstadt am Ufer der Weser mit dem Haas- und Bergviertel. Mit der Gemeindefusion von 1977 kam als neuer Stadtteil der Ort Kettenis mit seinen Weilern Gemehret, Libermé, Nispert und Oberste Heide hinzu.
Erstmals um das Jahr 1040 schriftlich erwähnt, gehörte Eupen in seiner Geschichte nacheinander zu Limburg, Brabant, Burgund, den Österreichischen Niederlanden und Frankreich, ehe es 1815 Preußen angegliedert wurde. 1920 kam Eupen mit seinem Umland zum 1830 gegründeten Königreich Belgien.
Heute ist Eupen Teil der Deutschsprachigen Gemeinschaft (DG) in Ostbelgien, eine Fazilitäten-Gemeinde mit Spracherleichterung für Frankophone. Die Amtssprache ist Deutsch, und die rund 20.100 Einwohner der Stadt sind mehrheitlich deutschsprachig. Das neben Hochdeutsch gesprochene Eupener Platt gehört zur Dialektzone des ostlimburgisch-ripuarischen Übergangsgebiets.
Seit der schrittweisen Umwandlung Belgiens in einen Föderalstaat ist Eupen Hauptsitz des Parlaments, der Regierung und des Ministeriums der Deutschsprachigen Gemeinschaft und somit politisches Zentrum der rund 80.000 Einwohner umfassenden deutschsprachigen Bevölkerungsminderheit in Belgien. Darüber hinaus ist Eupen Verwaltungssitz der Euregio Maas-Rhein.

## Wappen
| Wappen der Stadt Eupen | Blasonierung: „In Gold ein durchgehendes rotes Dornenkreuz; auf dem oberen Schildrand eine gezinnte schwarzgefugte silberne Mauerkrone mit zentralen Rundturm mit vorkragendem Zinnenrand, zwei Scharten und schwarzem Tor sowie zwei ebensolchen kleineren torlosen Flankentürmen. (Stadtwappen in barockem Ovalschild mit eingerollten Kanten).“ |
| Wappen der Stadt Eupen | |

Die rot-golden gespaltene Flagge trägt auf dem Spalt das Stadtwappen.

## Geschichte
Der Ort Eupen im Herzogtum Limburg wurde erstmals urkundlich in den Annales Rodenses erwähnt als Ort, der um 1040 zusammen mit Membach und Henri-Chapelle zur Pfarre Baelen gehörte und 1178 durch Herzog Heinrich III. von Limburg der Abtei Klosterrath geschenkt wurde. Seit dem 13. Jahrhundert wurde Eupen regional von den Herren von Stockem und Eupen als „Herrlichkeit“ regiert, deren Wappen ein schiefes gewöhnliches Kreuz mit gezacktem Querbalken zeigte. Durch die Schlacht von Worringen fiel das Herzogtum Limburg 1288 unter Johann I. an das Herzogtum Brabant. 1387 gingen Brabant und Limburg an das Haus Burgund. Im Krieg gegen das Herzogtum Geldern wurde Eupen niedergebrannt.
1445 wurden in Eupen 156 Haushalte („Feuerstätten“) gezählt, im angrenzenden Weiler Nispert 25 und in Stockem 16. Im Jahr 1477 kam Eupen mit Brabant und Limburg an die von den Habsburgern regierten Österreichischen Niederlande. 1544 verlieh Kaiser Karl V. dem Ort das Recht, zwei freie Jahrmärkte abzuhalten. 1554 wurde Eupen wegen seines Handels mit Tuchen und Nägeln bekannt. Ein Jahr später gelangte Eupen mit Brabant und Limburg an die Spanischen Niederlande.
Von 1565 stammt die erste Erwähnung der protestantischen Bewegung in Eupen. 1582 wurde Eupen in der Nacht von niederländischen Söldnern zu 50 % niedergebrannt. 1627 bestanden in Eupen 700 Haushalte, es gab mehr als 2.000 erwachsene Gläubige. 1635 dezimierte eine Pestepidemie die Bevölkerung. 1648 wurde Eupen mit seinen drei Lathöfen Stockem, Frambach (Oberstadt) und St. Marien (Unterstadt) freie Herrschaft mit einem eigenen Gericht und erhielt 1674 durch Siegelverleihung das Stadtrecht.
Per Erlass des französischen Königs Ludwig XIV. vom 6. Mai 1680 wurden den Eupenern großzügige Rechte zugestanden, Ländereien für das Betreiben von Mühlen, Fabriken und Geschäften zu erwerben, sich das nötige Holz für ihre Anlagen aus den umliegenden Wäldern zu beschaffen und fremde Arbeiter einzustellen. Im Jahr 1680 wurde daraufhin eine erste Feintuchmanufaktur in Eupen errichtet. Zum Beginn ihrer Blütezeit erhielt Eupen 1688 das Recht, fünf freie Jahrmärkte abzuhalten. In der nun rund 200 Jahre lang andauernden Hochphase der Tuchindustrie fanden rund 7.000 der knapp 10.000 Einwohner von Eupen eine Beschäftigung im Tuchhandwerk und Zulieferbetrieben.
Zwischen 1707 und 1714 stand Eupen für kurze Zeit unter der Herrschaft der Vereinigten Niederlanden. Anschließend fiel die Stadt nach dem Frieden von Utrecht mit Brabant und Limburg an die Österreichischen Niederlande zurück. 1718 erhielt die Stadt die Genehmigung zur freien Einfuhr von Wolle, Öl, Farben und aller für die Fabrikation der Tuche und Stoffe erforderlichen Materialien, dem 1760 die zollfreie Einfuhr von Kuhhaaren folgte. 1734 erhielten die Eupener Bürger das Wahlrecht, Bürgermeister und Neumänner zu wählen. 1783 erfolgte die Einrichtung eines Kaufmannskollegiums, einer Art Handelskammer, und 1787 die Errichtung eines Gerichts erster Instanz.
1794 kam die Stadt unter die Herrschaft Frankreichs und gehörte fortan zum Département Ourthe, Präfektur Lüttich, Unterpräfektur Malmedy. 1806 wurden die ersten Rauh- und Schermaschinen für die Tuchfabrikation eingeführt und der Fabrikant Bernhard Georg von Scheibler (1783–1860) richtete die erste mechanische Wollspinnerei ein. In den Folgejahren wurde der Ortsteil Unterstadt zu einem neuen Industriestandort aufgewertet und es gründeten sich eine Vielzahl neuer Fabriken an Weser und Hill.
1815 wurde Eupen durch den Wiener Kongress der Rheinprovinz des Königreichs Preußen zugeordnet und Kreissitz des Kreises Eupen. 1821 kam es nach Aufstellung einer neuen Tuchschermaschine zu einem Weberaufstand. In diesen Jahren erlebte Eupen eine wirtschaftliche Krise und eine verstärkte Armut in der Bevölkerung, was zur Einführung verschiedener Armenschulen führte. Erst zum Ende des Jahrzehnts erholte sich die Tuchindustrie wieder. 1827 erschien die Eupener Zeitung als erste Zeitung in der Stadt. 1864 wurde der Stadt Eupen ein Stadtwappen verliehen. Ab 1871 gehörte das preußische Königreich und damit auch Eupen zum neu gegründeten Deutschen Kaiserreich.
Nach dem Ersten Weltkrieg und dem Vertrag von Versailles wurde das Gebiet von Eupen-Malmedy 1920 Belgien zugeteilt und war bis 1925 Teil des dem General Herman Baltia unterstellten General-Gouvernements Eupen-Malmedy. Von 1929 bis 1940 übernahm das 2. Regiment der Carabiniers-Cyclistes die Gebäude der von Robert Wetzlar gestifteten und von seiner Frau Mathilde geleiteten und 1920 geschlossenen „Gewerblichen und kaufmännischen Fachschule für Knaben und Mädchen“ und richtete dort die Caserne Sous-Lieutenant Antoine ein.
Am 10. Mai 1940 begann für Belgien der Zweite Weltkrieg mit dem Fall Gelb. Hitler ließ sieben seiner Armeen in die benachbarten neutralen Staaten Niederlande, Belgien und Luxemburg einmarschieren und diese besetzen. Am 18. Mai 1940 wurde das Gebiet um Eupen wieder dem Deutschen Reich angegliedert und der Rheinprovinz, Regierungsbezirk Aachen, zugeteilt.
Im September 1944 zogen sich die Wehrmachtstruppen vor den heranrückenden US-Truppenverbänden zurück, wodurch das Gebiet dem Einfluss der Nationalsozialisten entzogen war. Allerdings fanden ab Oktober 1944 in einiger Entfernung von Eupen für einige Monate noch heftige Kämpfe während der Schlacht um Aachen, der Schlacht im Hürtgenwald und der Ardennenoffensive statt, wodurch sich auf dem Stadtgebiet zahlreiche Lazarette und Logistikstandorte einrichteten.
Nach dem Krieg wurden die alten Vorkriegsgrenzen in Belgien wiederhergestellt. Am 15. Februar 1947 zog das Königliche Militärinstitut für Leibeserziehung in die Eupener Kaserne ein.
Die Verleihung eines neuen Wappens durch den belgischen König Baudouin erfolgte 1983. Im selben Jahre wurde die Stadt Sitz der ersten Regierung der Deutschsprachigen Gemeinschaft Belgiens.
Beim Hochwasser in West- und Mitteleuropa 2021 kam es in der Eupener Unterstadt zu erheblichen Schäden an Gebäuden, Industrieanlagen und der Infrastruktur.

## Religion
Obwohl die Entwicklung sowohl der Katholiken als auch der Protestanten in Eupen im Lauf der Geschichte der Stadt von den zuständigen Herrschaftssystemen stark beeinflusst wurde und weil Eupen keine reichsunmittelbare Stadt war, blieb sie dabei weitestgehend von Glaubenskämpfen verschont, wie sie beispielsweise im Rahmen der Aachener Religionsunruhen in der nahen Reichsstadt Aachen stattgefunden hatten.

### Römisch-katholische Gemeinde

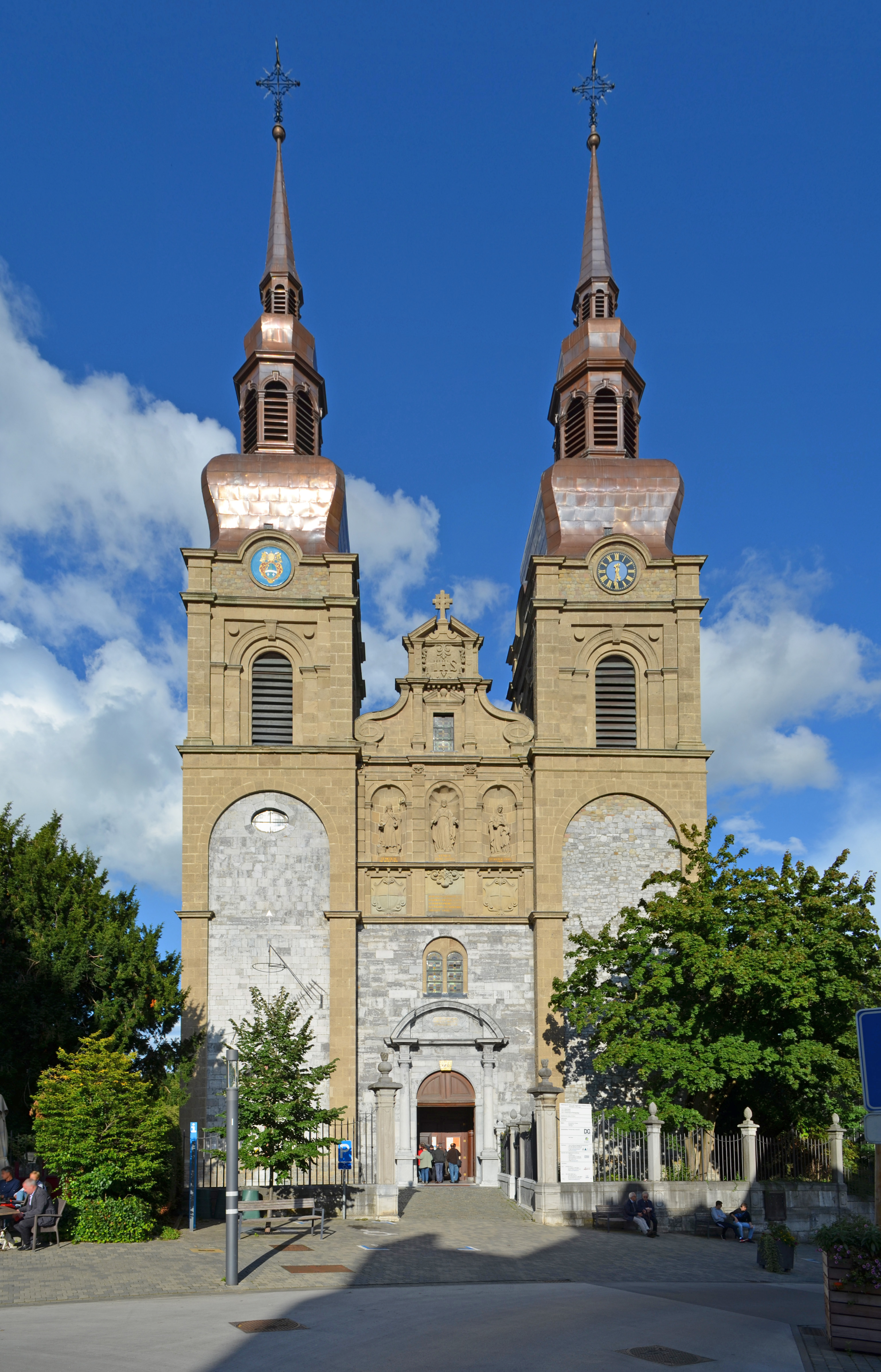
St.-Nikolaus-Kirche

Die ersten Anfänge einer geordneten katholischen Pfarre gehen in das 13. Jahrhundert zurück, als im Jahr 1213 in den Annales Rodenses eine „Capella Sancti Nicolai“ in „Oipen“ urkundlich erwähnt wird. Diese wurde im 14. oder 15. Jahrhundert durch eine gotische Kirche ersetzt und entwickelte sich als St. Nikolaus mit den Doppeltürmen zur markanten Hauptkirche der Stadt. 1695 wurde sie von der Pfarre Baelen abgekoppelt und zur eigenständigen Pfarre im Bistum Lüttich erhoben sowie der bisherige Rektor Nikolaus Heyendal zum ersten Pfarrer ernannt.
In Zeiten der Gegenreformation wurden um 1660 wallonische Angehörige des Kapuzinerordens nach Eupen entsendet, um der sich ausbreitenden Häresie und der Verbreitung des Protestantismus entgegenzuwirken. Diese errichteten auf einem gestifteten Stück Land die Kirche zur Unbefleckten Empfängnis mit einem großen Konventsgebäude sowie an der Grenze ihres Grundstückes eine Kapelle mit dem Gnadenbild der Gottesmutter, das sich zu einem beliebten Wallfahrtsziel entwickelte.
Wenige Jahre später ließ die Eupener Kaufmannsfamilie Klebanck auf ihrem Grundstück am Eupener Werthplatz eine Kapelle für die dort ansässigen Bewohner erbauen. Obwohl in der Kapelle ab 1691 bereits erste Gottesdienste stattfanden, wurde sie erst 1729 offiziell als Mariä Himmelfahrts-Kirche geweiht und ein Jahr später von der Pfarre St. Nikolaus als Filialkirche übernommen. Ab etwa dem Jahr 1750 wird sie als Lambertuskapelle bzw. wegen ihrer Ortslage als „Werthkapelle“ bezeichnet und seit 1759 durch einen eigenen Kirchenvorstand verwaltet.
Im gleichen Zeitraum ließen im Jahr 1747 der Färbereibesitzer Erich Adolph Görtz und seine Ehefrau Isabella, geb. Fey, als Anbau zu ihrem Haus Nispert im benachbarten Weiler Nispert, damals noch zu Kettenis gehörend, ebenfalls eine private Kapelle für die wenigen Bewohner des Ortsteiles errichten. Sie wurde nach Plänen des Aachener Architekten Johann Joseph Couven im barocken Stil erbaut und der Enthauptung Johannes des Täufers geweiht, wird jedoch von der Bevölkerung schlicht „Nisperter Kapelle“ genannt.
Zwischen 1720 und 1726 wurden die gotische Hauptkirche St. Nikolaus niedergerissen und nach Plänen des Aachener Architekten Laurenz Mefferdatis im Stil der Renaissance komplett neu aufgebaut und 1729 konsekriert. Zwischen 1740 und 1744 stattete Johann Joseph Couven sie mit einem barocken Hochaltar aus. Im gleichen Zeitraum wurde 1727 die Michaelskapelle im Ortsteil Stockem gestiftet und erbaut, zu der seit 1738 jährlich am Michaelistag, dem 29. September, eine kleine Bittprozession von der Nikolauskirche aus hinpilgert.
Von dieser ganzen Entwicklung eines kirchlichen Gemeindelebens abgeschnitten war der anfangs noch dünn besiedelte Eupener Ortsteil Unterstadt. Im 15. Jahrhundert existierte eine erste kleine Kapelle im Bergviertel und im Jahr 1692 sollte eine weitere für das Haasviertel erbaut werden. Dieser Bau wurde jedoch nie vollendet, dafür wurde 1712 die alte Bergkapelle niedergerissen und durch eine neue ersetzt, die bereits 1729 erweitert werden musste und am selben Tag wie die Werthkapelle dem Johannes dem Täufer sowie dem heiligen Franziskus von Assisi geweiht werden konnte. Über mehr als 100 Jahre blieb die Bergkapelle Eupen die einzige Kirche in der Unterstadt.
Infolge der französischen Besetzung Eupens ab 1795 wurde das Kapuzinerkloster aufgelöst, und die Ordensbrüder wurden vertrieben. Die Klosterkirche wurde 1797 den Katholiken für ihre Gottesdienste und das Konventsgebäude 1798 der zivilen Gemeindeverwaltung zur Miete überlassen. Dagegen wurde die Marienkapelle an den Außenmauern geschlossen und das Inventar verkauft, das jedoch wenige Jahre später wieder zurückerworben werden konnte. Aufgrund des Konkordats von 1801 wurde im Jahr 1803 die Klosterkirche als „chapelle auxiliaire“ (Hilfskirche) anerkannt und als Filialkirche der Eupener Hauptpfarre St. Nikolaus zugeteilt. Unter ihrer französischen Bezeichnung: „Sainte Marie“ entwickelte sie sich vor allem für die frankophonen Einwohner der Stadt zum religiösen Zentrum der Gemeinde. Ebenso hatten die neuen Machthaber ab 1797 die Gottesdienste in der Bergkapelle zunächst verboten, diese konnten jedoch 1803 wieder aufgenommen werden, nachdem die Kapelle von den Franzosen ebenfalls als Hilfskirche anerkannt worden war.

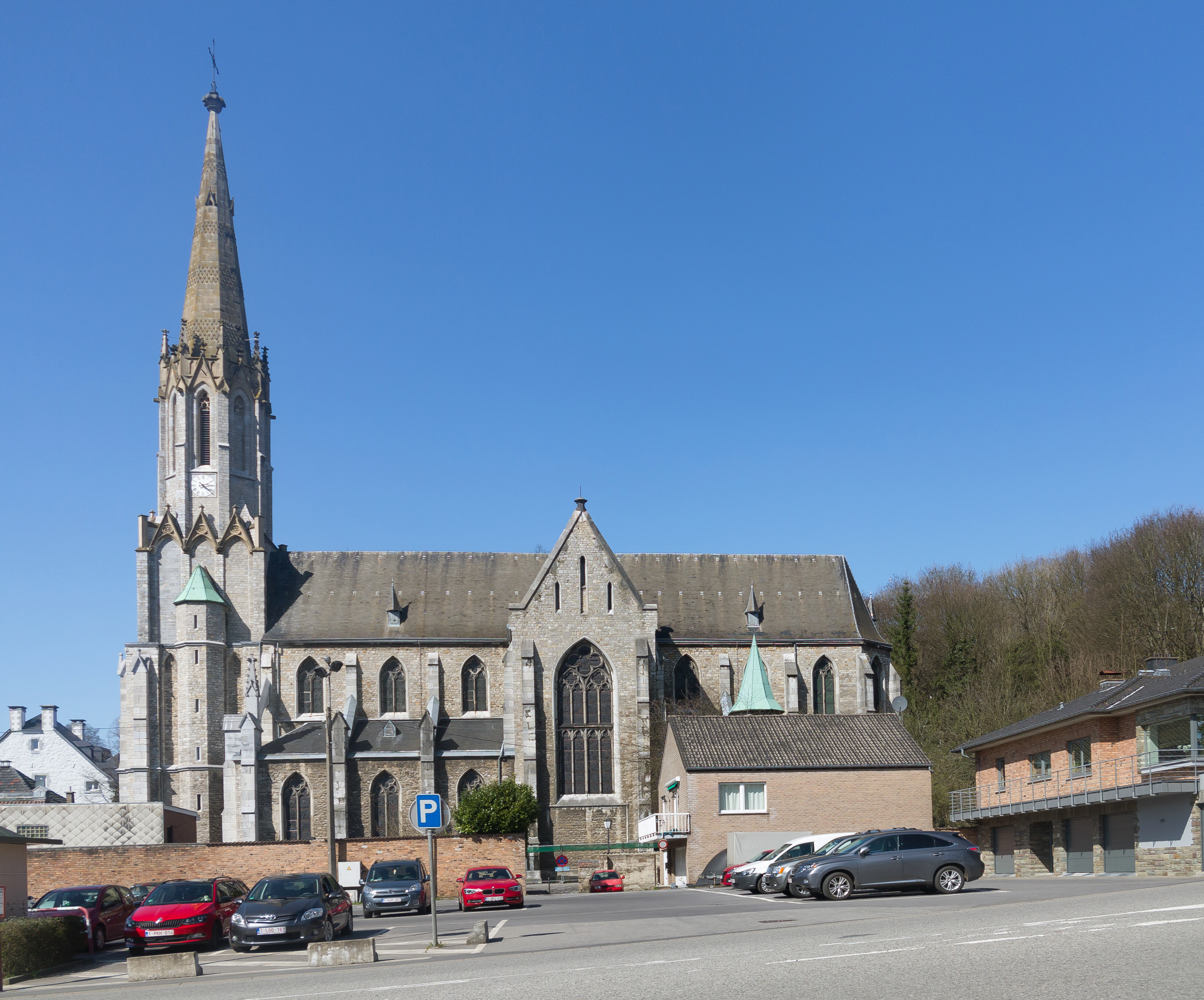
Josefskirche

Mit dem Abzug der Franzosen und der Übernahme der Region durch Preußen wurde die katholische Gemeinde dem Erzbistum Köln unterstellt. Lediglich die Nisperter Kapelle war davon nicht betroffen, da sie weiterhin in privater Hand verblieb. Das Erzbistum unterstützte in den nächsten Jahrzehnten zusammen mit der örtlichen Gemeindeverwaltung und mit Hilfe zahlreicher Spenden aus der Bevölkerung den Ausbau sowie die Restaurierung und Sanierung der vorhandenen kirchlichen Einrichtungen und zwischen 1855 und 1872 den Neubau der St. Josefs-Kirche in Eupen-Unterstadt nach Plänen des Kölner Architekten Vincenz Statz. Dieser Bau wurde erforderlich, nachdem durch die zunehmende Industrialisierung und dem damit verbundenen Bevölkerungswachstum in der Unterstadt die Bergkapelle allein den räumlichen Anforderungen nicht mehr entsprach. Zugleich wurde die Einrichtung eines eigenen selbstständigen Pfarrbezirkes genehmigt. Nachdem im Zuge dessen auch die Bergkapelle umfassend umgebaut worden war, wurde sie 1872 als Filialkirche der neu eingerichteten Pfarre St. Josef zugesprochen.
Bereits 1827 musste die Marienkapelle an den Außenmauern des ehemaligen Kapuzinerklosters mit dem zurückerworbenen Inventar im Zuge der Trassierung der neu geplanten Durchgangsstraße von Aachen nach Verviers weichen. Das Gnadenbild wurde daraufhin am 28. September 1827 mitsamt dem Altar, dem Eisengitter und der Holzvertäfelung in die ehemalige Klosterkirche weitestgehend originalgetreu transloziert.
Im Jahr 1920 mit der Angliederung des Kreises Eupen an Belgien, kamen die Pfarren St. Nikolaus, St. Josef zusammen mit St. Katharina in Kettenis zunächst zum Bistum Eupen-Malmedy. Nach dessen Auflösung im Jahr 1925 wurden sie wieder dem Bistum Lüttich unterstellt, dem sie bis zum heutigen Tage mit kurzer Unterbrechung während der deutschen Besatzung zwischen 1940 und 1944 angehören. Aus strukturellen Gründen schlossen sich in den 1990er-Jahren die Hauptpfarre St. Nikolaus mit der Klosterkirche und der Werthkapelle, die Pfarre St. Josef mit der Bergkapelle sowie die Nisperter Kapelle gemeinsam mit St. Katharina zu dem neu gegründeten Pfarrverband Eupen-Kettenis zusammen. Letztere war Anfang des 16. Jahrhunderts als Ersatz für eine im Jahr 1407 erstmals erwähnte „alte Kirche“ erbaut und 1647 zur selbstständigen Pfarre von Kettenis erhoben sowie um 1745 ebenfalls mit einem prächtigen Hochaltar von Johann Joseph Couven ausgestattet worden.
Darüber hinaus wurde im Jahr 2014 die Lambertuskapelle zur Simultankirche sowohl für die römisch-katholische als auch für die griechisch-orthodoxe Gemeinde Eupens erhoben, um der in Eupen ansässigen orthodoxen Gemeinde der hl. Apostelgleichen Nino, die mit ihren rund 250 Gläubigen zuvor in der Kirche des ehemaligen Kloster Garnstock am Stadtrand zu Gast waren, eine Möglichkeit zur Liturgie zu bieten.

### Klostereinrichtungen

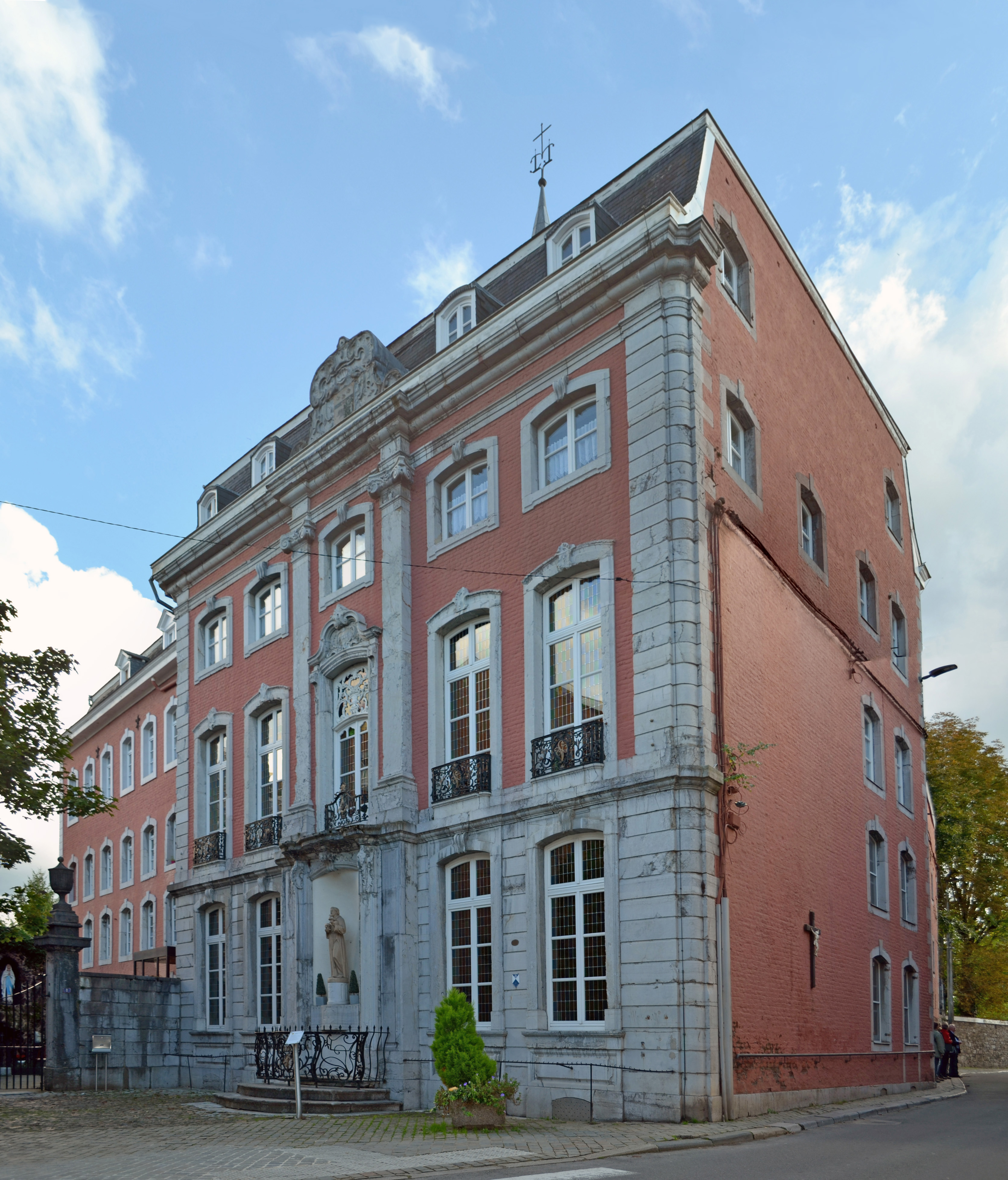
Franziskanerinnenkloster

Neben dem oben erwähnten Kapuzinerkloster ließ sich ab 1698 auf dem Heidberg in Eupen der 1623 im belgischen Limbourg von Johanna van Neerinck gegründete katholische Rekollektinnen-Orden nieder und richtete im Kloster Heidberg eine Schule für Mädchen ein und übernahm später zusätzlich die Krankenpflege in dem im Jahr 1842 gegründeten St. Nikolaus-Spital. Zu dem Kloster gehörte anfangs eine kleine Kapelle, die 1854 durch die neugotische Herz-Jesu-Kirche ersetzt wurde. 1918 wurde das Kloster als Lyzeum anerkannt und fusionierte 1996 mit dem Collège Patronné zur Pater-Damian-Sekundarschule Eupen, das sich in einem Gebäudekomplex auf dem Kaperberg befand. Nachdem im Jahr 2007 die Klosteranlage in den Besitz der Regierung der DG übergegangen war, wurde es zu einem Seminar- und Eventzentrum umgebaut und 2014 neu eröffnet.
Josephine Koch (Ordensname: Elisabeth von Jesus), eine Schwester der Rekollektinnen, gründete am 13. Juni 1857 mit gleichgesinnten Frauen die Kongregation der Franziskanerinnen von der Heiligen Familie, einen aus dem Orden der Rekollektinnen hervorgegangenen Seitenzweig. Der neue Orden übernahm das Haus Vercken am Marktplatz, eine 1752 für den Tuchfabrikanten Leonard Vercken (1705–1767) nach Plänen von Johann Joseph Couven erbaute Stadtvilla, und richtete dort das Mutterhaus mit einer kleinen Kapelle und der Gruft für die Ordensgründerin ein, dem später ein Senioren- und Altenheim angeschlossen wurde. Die Aufgabenschwerpunkte des Ordens sind die stationäre und ambulante Pflege Kranker und Geisteskranker sowie die Betreuung Armer und Hilfsbedürftiger und die Mitarbeit in der Gemeinde- und Studentenseelsorge
Am Rande von Eupen auf dem Gebiet der Gemeinde Baelen gründeten 1913 Franziskanermönche, die 1909 nach Eupen gekommen waren, das Kloster Garnstock. Erst im Jahr 1936 wurde die Klosterkirche fertiggestellt. Es diente ursprünglich als Bildungsstätte für Missionare, wurde jedoch in und nach dem Zweiten Weltkrieg von der Sturmabteilung der Wehrmacht genutzt und anschließend von der US-Army als Internierungslager. Danach wurde es als Sanatorium für lungenkranke deutsche Kriegsgefangene umgebaut. Ab 1950 fanden dort wieder Missionarausbildungen statt. Im September 1973 mietete das Collège Patronné das Gebäude des ehemaligen Missionskollegs als Internat.
Nachdem 1977 die letzten Franziskaner das Kloster verlassen hatten, nutzte von 1980 bis 1983 die Bhagvan Sekte die Einrichtung. Seit 1985 dient nunmehr die Klosteranlage als Behindertentagesstätte.

### Protestantische Gemeinde

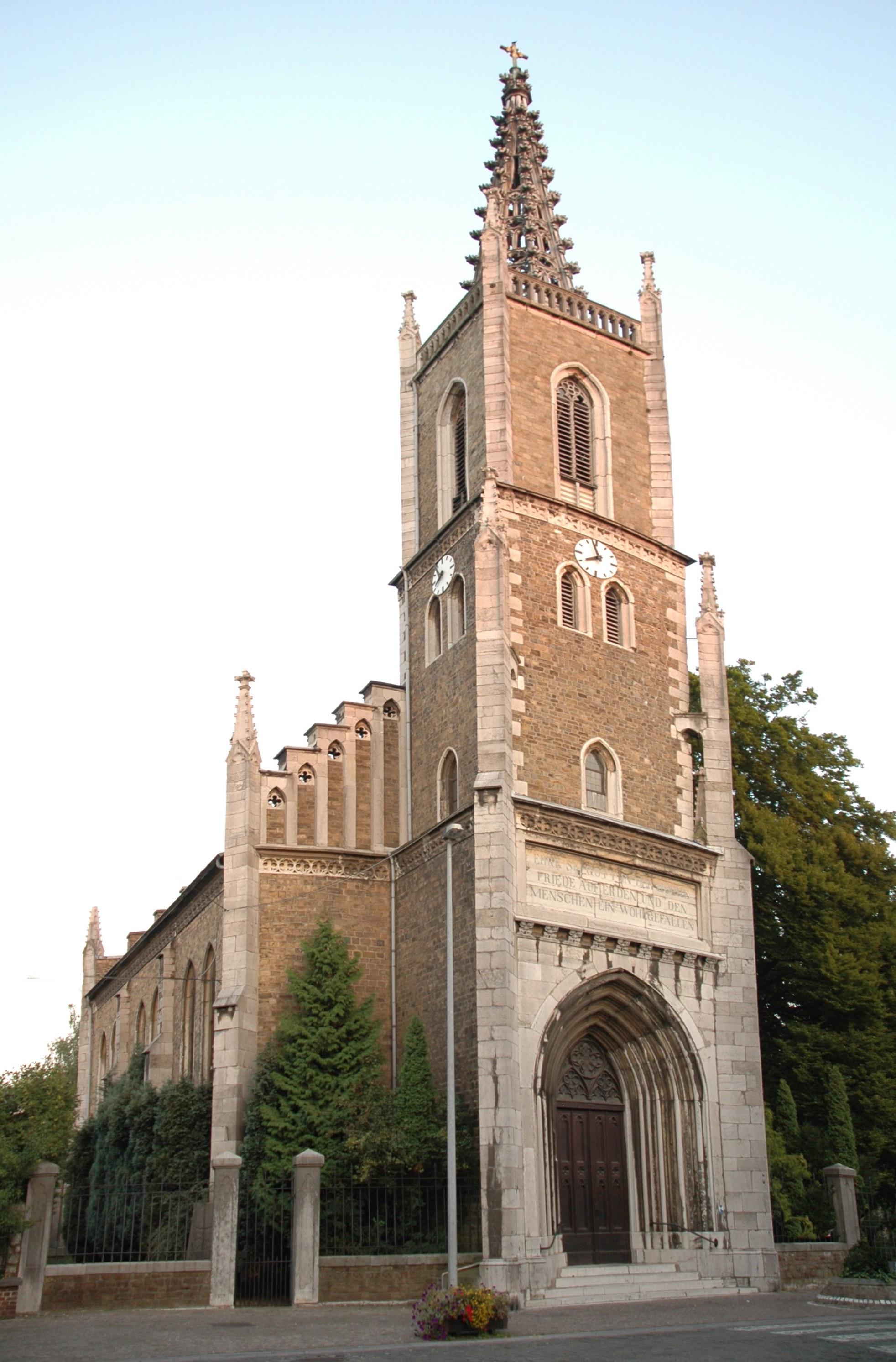
Evangelische Friedenskirche

Mitte des 16. Jahrhunderts bekannten sich in Eupen, erst noch vereinzelt, mehrere Familien zu den Lehren des calvinistischen Reformators Franciscus Junius. Unter der Herrschaft der Spanischen Niederlande wurden sie in der Ausübung ihrer Religion unterdrückt und teilweise mit der Reichsacht belegt. Daraufhin hielten sie ihre Gottesdienste in der im Jahr 1660 eingeweihten Waalse Kerk in Vaals ab, zu der sie in einem vierstündigen Fußmarsch über den Geusenweg hinpilgerten.
Erst im Jahr 1707 unter der Herrschaft der toleranteren Vereinigten Niederlande war es den evangelischen Christen nun möglich, eine Gebets- und Versammlungsstätte zu erbauen, die nach außen den Charakter eines repräsentativen Bürgerhauses hatte, innen aber als Kirche mit Betsaal sowie als Pfarr- und Lehrerwohnung eingerichtet war. Diese Freizügigkeit endete, als ab 1714 die Österreichischen Niederlande die Herrschaft über die Gebiete übernommen hatten. Erst durch das Toleranzedikt von 1781 durch Kaiser Joseph II. wurden die Protestanten zunächst geduldet und erhielten schließlich unter der französischen Besatzung eine vollständige Gleichstellung mit den Katholiken, die ab 1815 von der selbst überwiegend protestantischen preußischen Regierung übernommen wurde. Seit dem 27. November 1831 war die evangelische Gemeinde Eupen als unierte Kirche dem Kirchenkreis Aachen angeschlossen, ihr Bekenntnis ist dagegen eher der Reformierten Kirche zuzuordnen. Im Jahr 1855 erhielt sie nach vierjähriger Bauzeit mit der Friedenskirche ein eigenes offizielles Kirchengebäude. Seit 1920 gehören die Eupener Protestanten schließlich der „Union des Eglises Evangeliques Protestantes de Belgique“ mit Sitz in Brüssel an, die wiederum 1978 in die „Vereinigte Protestantische Kirche von Belgien“ eingegliedert wurde.
Das 1707 erbaute alte evangelische Pfarrhaus diente noch über viele Jahrzehnte hinweg als evangelische Schule und fungiert in der heutigen Zeit als Gemeindehaus für zahlreiche Aktivitäten sowie als Ersatzraum für Gottesdienste in kleinerem Rahmen.

## Einwohnerentwicklung

Einwohnerentwicklung Eupens

In den 1980er Jahren verzeichnete Eupen bei damals rund 17.000 Einwohnern einen leichten Bevölkerungsrückgang. Seit Mitte der 1990er Jahre wächst Eupens Bevölkerung kontinuierlich an. Sie überschritt 2012 die Zahl von 19.000 Einwohnern und erreichte 2021 über 20.000.
| Jahr | Einwohner | Jahr | Einwohner |
| ---- | --------- | ---- | --------- |
| 1890 | 15.445    | 1999 | 17.429    |
| 1894 | 15.069    | 2000 | 17.516    |
| 1980 | 17.072    | 2001 | 17.551    |
| 1985 | 17.042    | 2002 | 17.606    |
| 1986 | 17.000    | 2003 | 17.750    |
| 1987 | 16.967    | 2004 | 17.788    |
| 1988 | 16.958    | 2005 | 18.038    |
| 1989 | 16.959    | 2006 | 18.248    |
| 1990 | 17.026    | 2007 | 18.313    |
| 1991 | 17.123    | 2008 | 18.408    |
| 1992 | 17.293    | 2009 | 18.483    |
| 1993 | 17.247    | 2010 | 18.717    |
| 1994 | 17.211    | 2011 | 18.878    |
| 1995 | 17.238    | 2012 | 18.949    |
| 1996 | 17.283    | 2013 | 19.254    |
| 1997 | 17.304    | 2019 | 19.677    |
| 1998 | 17.346    | 2021 | 20.102    |

Stichtag jeweils 1. Januar

## Politik

### Bürgermeister und Gemeindekollegium
Das Gemeindekollegium ist der Magistrat der Stadt Eupen. Er besteht aus dem Bürgermeister und weiteren sechs Mitgliedern, den Schöffen, die aus der Mitte des Stadtrates gewählt werden. Amtierender Bürgermeister der Stadt Eupen ist seit 2024 Thomas Lennertz (CSP), Schöffen sind Nicolas Pommée (OBL), Lucas Reul (PFF), Caroline Völl (OBL), Joëlle Birnbaum-Köttgen (PFF), Joseph Thaeter (CSP) und Fabrice Paulus (CSP).
Bürgermeister seit 1815
- 1815–1818: Nicolas Vercken de Vreuschemen (bereits seit 1803 unter französischer Besatzung im Amt)
- 1818–1820: Gerhard Wilhelm Hüffer
- 1820–1822: Max Joseph Nicolay und Carl Böhme (kommissarisch)
- 1822–1838: Andreas Joseph Franz von Grand Ry
- 1838–1846: Peter Ney
- 1847–1849: Amand von Harenne (1846 kommissarisch, später Landrat im Kreis Eupen)
- 1849–1850: Andreas Salm (kommissarisch)
- 1850–1881: Peter Becker (ab 1865 Oberbürgermeister)
- 1881–1905: Theodor Mooren
- 1905–1913: Joseph Rütgers
- 1913–1920: Graf Levin Wolff Metternich zur Gracht (letzter deutscher Bürgermeister, abgedankt wegen Ablehnung des Amtseids auf die neue belgische Verwaltung)
- 1921–1925: Jules de Grand Ry (vom Hochkommissar Herman Baltia eingesetzt, nachdem dieser den Bürgermeisterkandidaten Franz Lüchem nicht akzeptiert hatte)
- 1925–1927: Léon Xhaflaire
- 1927: Leo Trouet (kommissarisch, von der belgischen Regierung abgelehnt)
- 1928–1964: Hugo Zimmermann (Amtsenthebung während des Zweiten Weltkrieges)
- 1964–1966: Hubert Mießen (diensttuender Bürgermeister, von der belgischen Regierung abgelehnt)
- 1966–1977: Reiner Pankert
- 1977–2000: Alfred Evers
- 2000–2012: Elmar Keutgen
- 2012–2018: Karl-Heinz Klinkenberg
- 2018–2024: Claudia Niessen
- seit 2024: Thomas Lennertz

### Stadtrat
Der Stadtrat besteht aus 25 Mitgliedern, die von den Bürgern der Stadt Eupen gewählt werden. 
- Ecolo: 7
- SPplus: 2
- OBL: 4
- CSP: 10
- PFF-MR: 4

Nach der Wahl wurde eine Mitte-Rechts-Koalition aus CSP, PFF-MR und OBL eingegangen.
Seit 1975 besteht eine Städtepartnerschaft mit der Gemeinde Temse in der Provinz Ostflandern.

## Verkehr

### Verkehrsgeschichte

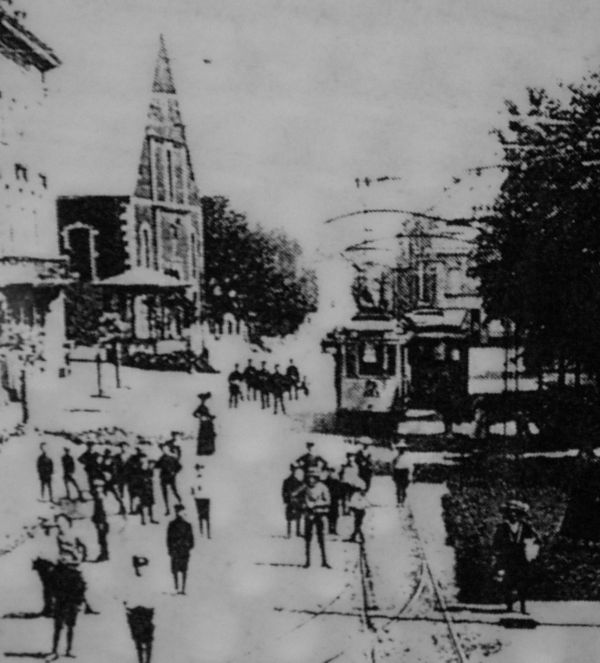
Historische Straßenbahn vor der Klosterkirche

Die Eupener Kaufleute planten und verwirklichten im 18. Jahrhundert den Bau einer befestigten Straße, die von Eupen über Welkenraedt beim Orte „Weißes Haus“ auf die Heeresstraße Aachen-Lüttich stieß. Diese wurde durch die Zeichnung von Aktien finanziert, die Kosten sollten durch einen Wegezoll wieder eingespielt werden. Nur zwei Jahre nach der Inbetriebnahme begann 1795 die französische Besatzungszeit, deren Gesetze keine Straßen in Privatbesitz mehr erlaubten.
1864 erfolgte die Einweihung eines ersten Eisenbahnanschlusses, der bei dem Bahnhof Herbesthal in die Strecke Lüttich-Köln einmündete. Eupen erhielt einen Kopfbahnhof in Rathausnähe. 1887 wurde die Bahnstrecke Herbesthal-Raeren mit Anschluss an die Vennbahn eingeweiht; Eupen erhielt an dieser Strecke seinen neuen Bahnhof.

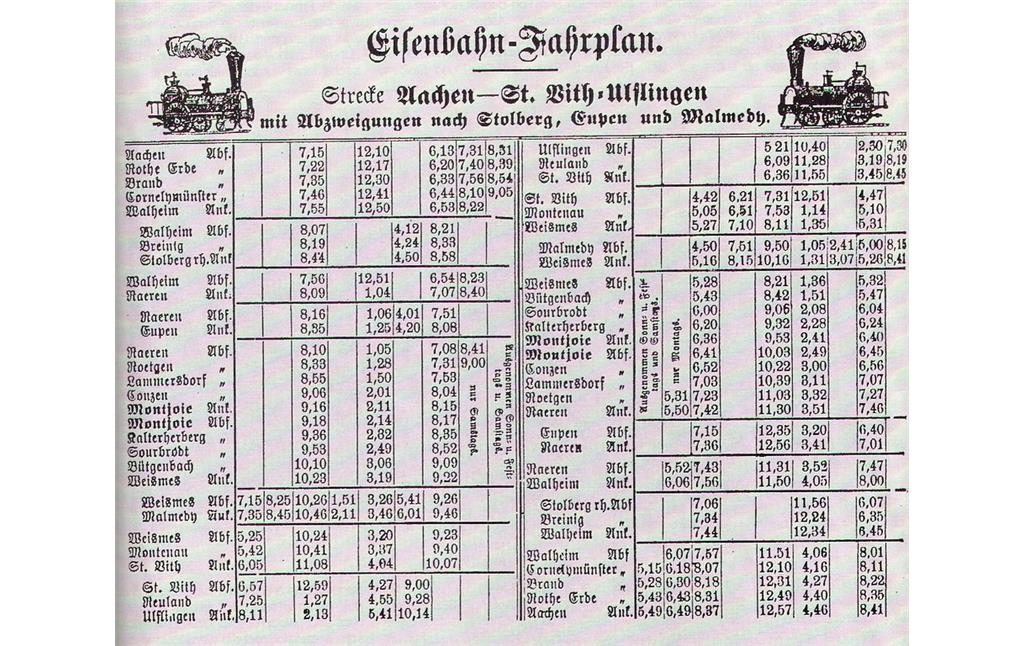
Fahrplan 1890 auf der Vennbahn Aachen-Ulflingen mit Abzweigungen nach Stolberg, Eupen, Malmedy in historischer 12-Stunden-Zählung

1898 wurde die lange von der Industrie geforderte, sogenannte Oe-Bahnstrecke von Eupen-Unterstadt nach Dolhain mit Anschluss an die Wesertalstrecke in Betrieb genommen.
Darüber hinaus bestand seit 1906 durch die Aachener Straßenbahn eine Straßenbahnverbindung, die 1920 von der SNCV übernommen wurde und bis nach Verviers ausgebaut wurde. Nach 1945 wurde der Verkehr in Richtung Aachen nur noch bis Eynatten und nicht mehr bis zur Grenzhaltestelle Aachen-Köpfchen aufgenommen. Bis 1953 wurden die Straßenbahnstrecken nach Eynatten, Herbesthal und Bellmerin eingestellt. Die Strecke nach Verviers war noch bis 1956 in Betrieb.

### Eisenbahnverkehr

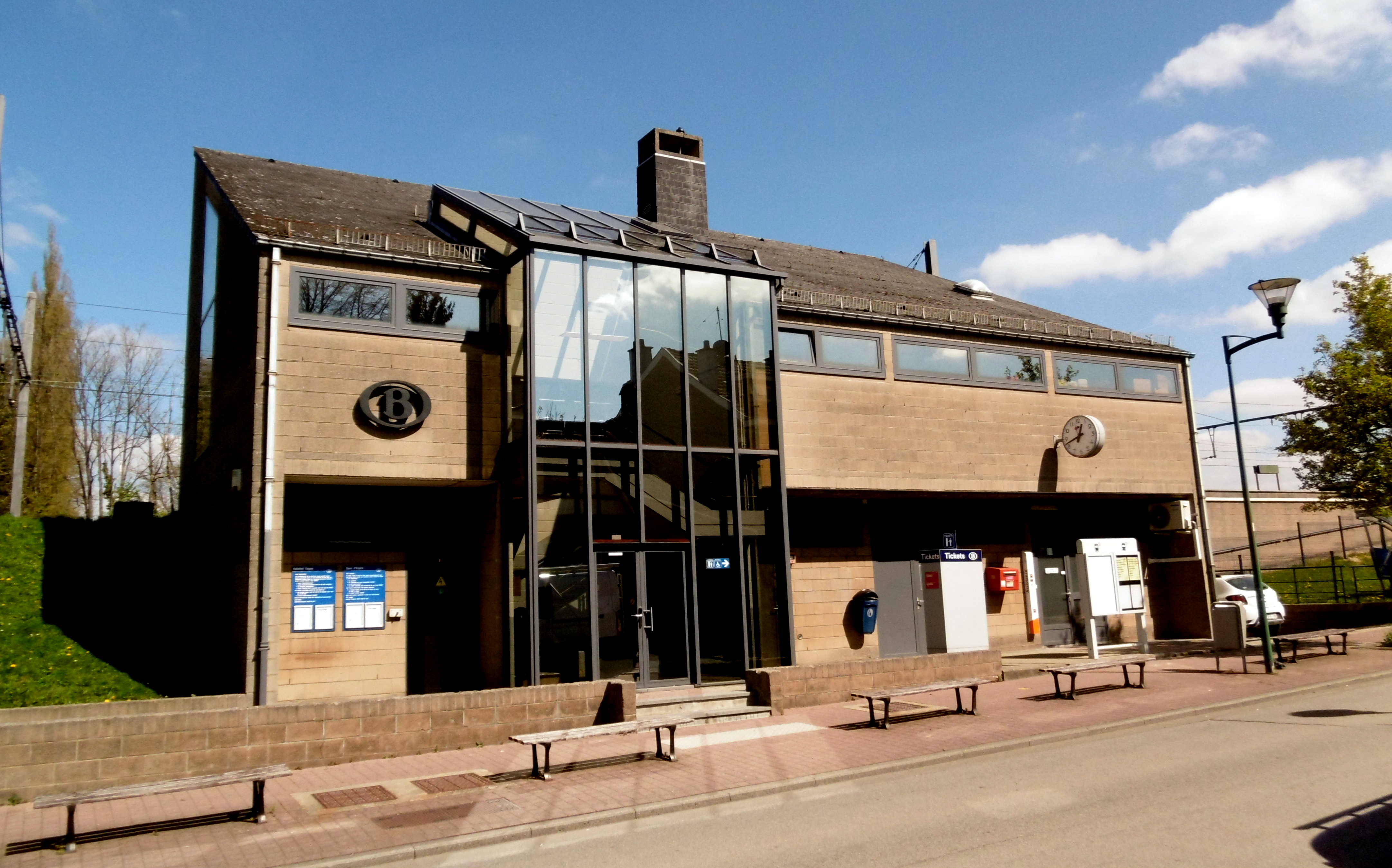
Bahnhof Eupen

Der Bahnhof Eupen liegt an der Bahnstrecke Welkenraedt–Raeren, die in Welkenraedt von der Wesertalstrecke abzweigt. Auf dieser Strecke gab es von 1864 bis 1959 Personenverkehr und von 1959 bis 1984 nur Güterverkehr, der schließlich auch eingestellt wurde. Eupen ist der östliche Endpunkt der im Stundentakt verkehrenden Intercity-Linie IC 01 der NMBS/SNCB, die Eupen über Lüttich und Brüssel mit Ostende verbindet.

### Straßenverkehr
Es bestehen zwei Autobahnanschlüsse über die A 3 bzw. E 40 in Nähe der Industriegebiete.

### Flugverkehr
Die nächstgelegenen Regionalflughäfen sind in Lüttich und Maastricht. Die nächstgelegenen Großflughäfen sind die Flughäfen Brüssel, Köln/Bonn und Düsseldorf.

### Busverkehr
Im öffentlichen Personennahverkehr sind Eupen und Aachen über die Buslinie 14 verbunden. Die Linie 385 verbindet Eupen am Wochenende mit Monschau. Die Linien 14 und 385 werden von der ASEAG und der TEC betrieben. Andere Buslinien verbinden Eupen u. a. mit Vaals, Welkenraedt, Sankt Vith und Verviers. Betreiber des Busverkehrs in Eupen ist die Transport en Commun (TEC).
| Linie | Betreiber   | Verlauf |
| ----- | ----------- | --- |
| 14    | ASEAG / TEC | Aachen Bushof – Elisenbrunnen – Misereor – Aachen Hbf – Burtscheid Hauptstr. – Diepenbenden – Linzenshäuschen – Köpfchen Grenze (D) – (Hauset (B) –) Eynatten (B) – (Raeren –) Kettenis – Eupen (AVV-Tarif gilt nur im deutschen Streckenabschnitt) |
| 385   | ASEAG / TEC | Eupen Bushof – Ternell Naturzentrum (B) – Mützenich (D) – Monschau – Kalterherberg Kirche – Kalterherberg Bf (AVV-Tarif gilt nur im deutschen Streckenabschnitt)                                                                                    |
| 396   | TEC         | Vaals Busstation (NL) – Gemmenich (B) – Moresnet – Kelmis – Hergenrath – Astenet – Walhorn – Kettenis – Eupen (kein AVV-Tarif) |
| 722   | TEC         | Lichtenbusch Grenze (B) / (Köpfchen Grenze (D) – Hauset (B)) – Eynatten (B) – (Roetgen (D) –) Raeren (B) – Kettenis – Eupen (AVV-Tarif gilt nur in deutschen Streckenabschnitten)                                                                   |

## Wirtschaft (Auswahl)

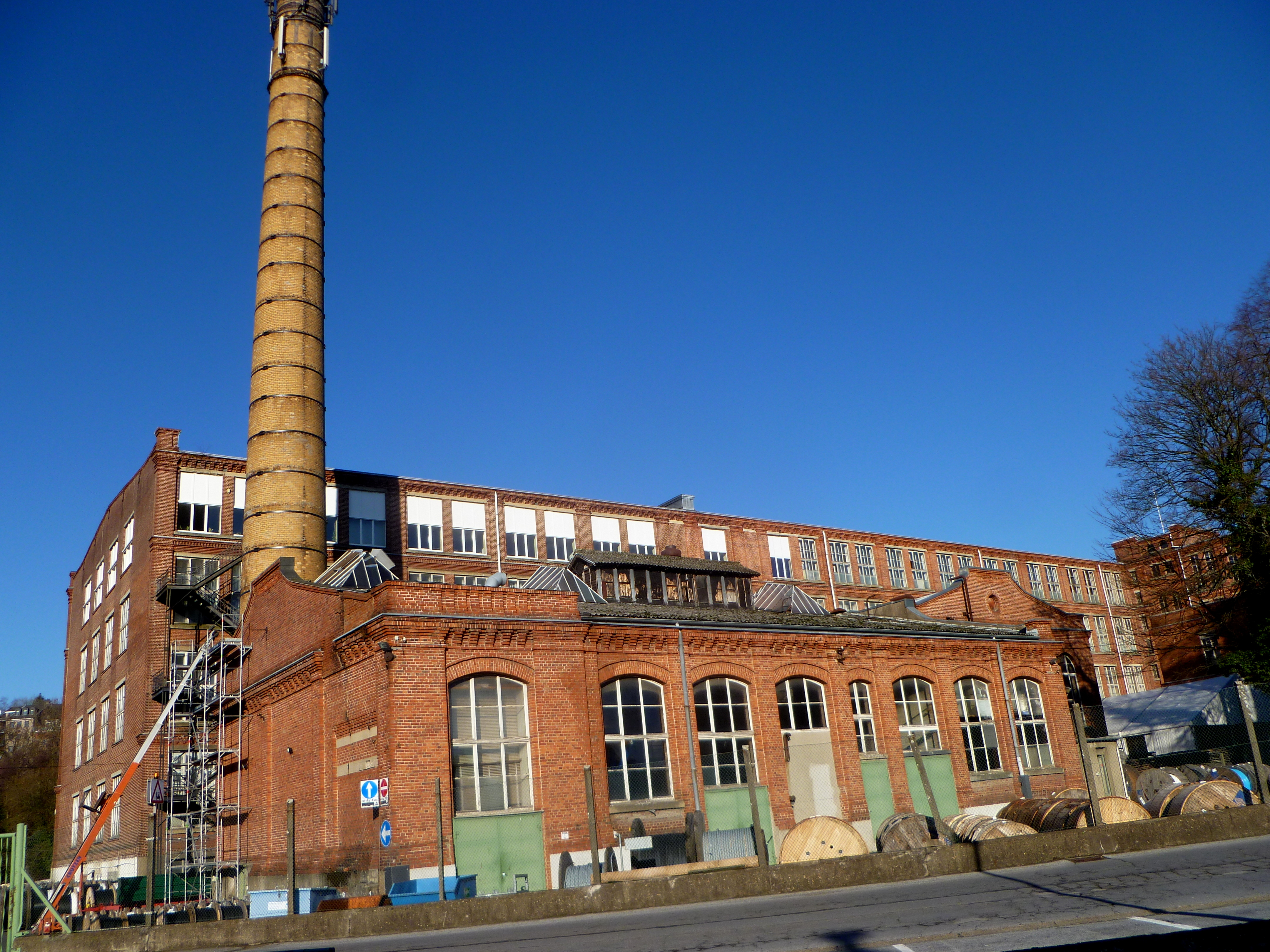
Ehemalige Buntspinnerei der Kammgarnwerke, heute Kabelwerk

- Kabelwerk Eupen, geht auf eine 1747 gegründete Hanfseilerei zurück und entstand 1909 durch Neugründung. Es übernahm die Anlagen der ehemaligen Kammgarnwerke AG, die ihrerseits 1906 als Fusion mehrerer Einzelunternehmen gegründet worden war und 1981 ihren Betrieb einstellte.
- Asten Johnson PGmbH in Kettenis, Unternehmen zur Herstellung und zum Vertrieb von Trocken- und Nasssieben für die Papierindustrie.
- Chocolaterie Jacques im Industrieviertel, 1896 gegründet und 2011 von der Group Baronie übernommen. Seit 1993 angeschlossenes Schokoladenmuseum
- Magetra International SA, seit 2012 durch Fusion von Magemon Transports aus Lüttich und Transports Mathieu SA aus Eupen entstandener Transportdienstleister mit Sitz im Industrieviertel.
- Rom AG, 1961 gegründeter Hersteller von Polstermöbel.
- Belgischer Rundfunk (BRF): deutschsprachiger öffentlich-rechtlicher Radio- und Fernsehsender.
- Grenz-Echo, einzige deutschsprachige Tageszeitung Belgiens. Das Verlagshaus wurde 1927 gegründet und richtete 1950 in der ehemaligen Tuchfabrik Ackens, Grand Ry und Cie. im Haus Marktplatz 8 in Eupen seinen neuen Sitz ein. 1966 fusionierte sie mit der St. Vither Zeitung.
- Industrie- und Handelskammer Eupen-Malmedy-St.Vith, 1783 als Kaufmannskollegium gegründet, bis 1929 Handelskammer zu Eupen, einzige IHK Ostbelgiens.
- Die Eupener Bierbrauerei produzierte von 1834 bis 1998 in Eupen das Eupener Bier, das heute von der Brauerei Haacht gebraut wird.

## Bildung
- Autonome Hochschule Ostbelgien. Entstand 2005 als Zusammenschluss aus drei bestehenden Hochschulen und bietet Bachelor-Studiengänge in Gesundheits- und Krankenpflege, Bildungswissenschaften sowie Finanz- und Verwaltungswissenschaften an.
- Pater-Damian-Sekundarschule (PDS). Katholische Sekundarschule und entstand 1995 aus der Fusion des Heidberg-Instituts („Institut Maria Verkündigung“) auf dem Heidberg, einem seit 1918 bestehendem Mädchengymnasiums, und dem Jungengymnasium Collège Patronné im Haus Rehrmann-Fey am Kaperberg.
- Königliche Athenäum Eupen. Staatliche Sekundarschule mit bilingualem Zweig und Schwerpunktsetzung in technischen Fächern.
- Robert-Schuman-Institut Eupen. Staatliche und europäisch ausgerichtete Sekundarschule, benannt nach dem französischen Staatsmann Robert Schuman. Sie bietet 14 verschiedene Studienrichtungen in technischen und berufsbildenden Fächern sowie eine Abendschule für berufliche Weiterbildung im Bereich Sprachen und Informatik an.
- ZAWM – Zentrum für Aus- und Weiterbildung des Mittelstandes. 1843 als private Sonntags-Handwerkerschule „zur Förderung eines leistungsfähigen Handwerks“ gegründet. Sie ist zuständig für die ergänzende Gesellen- und Meisterausbildung und untersteht dem Institut für Aus- und Weiterbildung im Mittelstand und in kleinen mittelständischen Unternehmen (IAWM) mit Sitz in Eupen.
- Sechs Grundschulen decken den Bedarf in Eupen und dem eingemeindeten Kettenis:
  - die Städtische Grundschule Eupen-Oberstadt (SGO),
  - die Städtische Grundschule Eupen Unterstadt (SGU),
  - die ausschließlich französisch unterrichtende Ecole communale pour enfants d’expression française,
  - die Städtische Grundschule Kettenis (SGK)
  - sowie die Grundschulen von Athenäum und die Pater-Damian-Schule.

## Urbanes und Sehenswürdigkeiten (Auswahl)

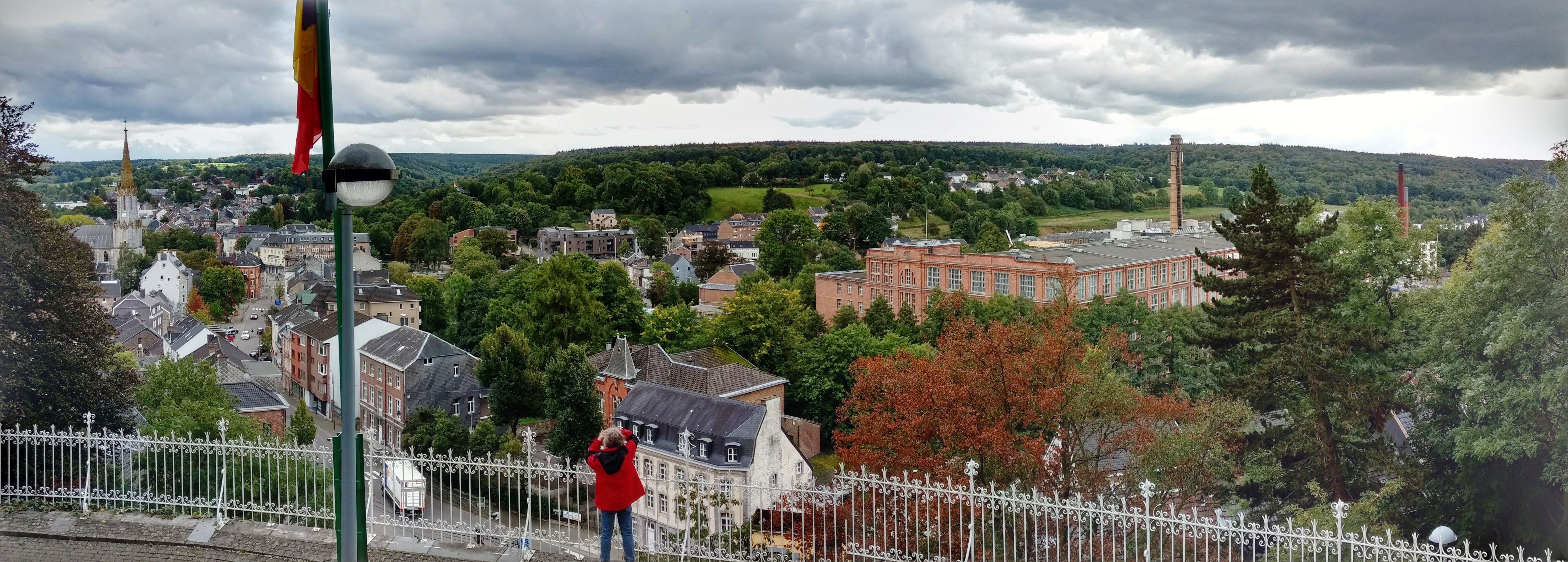
Blick von der Moorenhöhe im Bergviertel auf das Haasviertel in der Unterstadt mit der Josefskirche und dem Kabelwerk sowie auf die Wälder des Hohen Venns

Eupen ist im Westen und Norden von weitläufigen, mit Hecken umsäumten Wiesenlandschaften und im Osten und Süden von den Wäldern des Hertogenwalds und des Hohen Venns umgeben, von dem ein Teil zum städtischen Gemeindegebiet gehört. Beliebte Touristenzentren sind dort die Naturparkzentren Botrange und Haus Ternell mit ihren vorhandenen Wander- und Skilanglaufmöglichkeiten sowie 10 km südwestlich der Stadt die Gileppe-Talsperre, die bei ihrer Einweihung 1878 Europas größte Betonstaumauer war, und die nur 5 km entfernte Wesertalsperre, Belgiens wasserreichstes Trinkwasserreservoir.

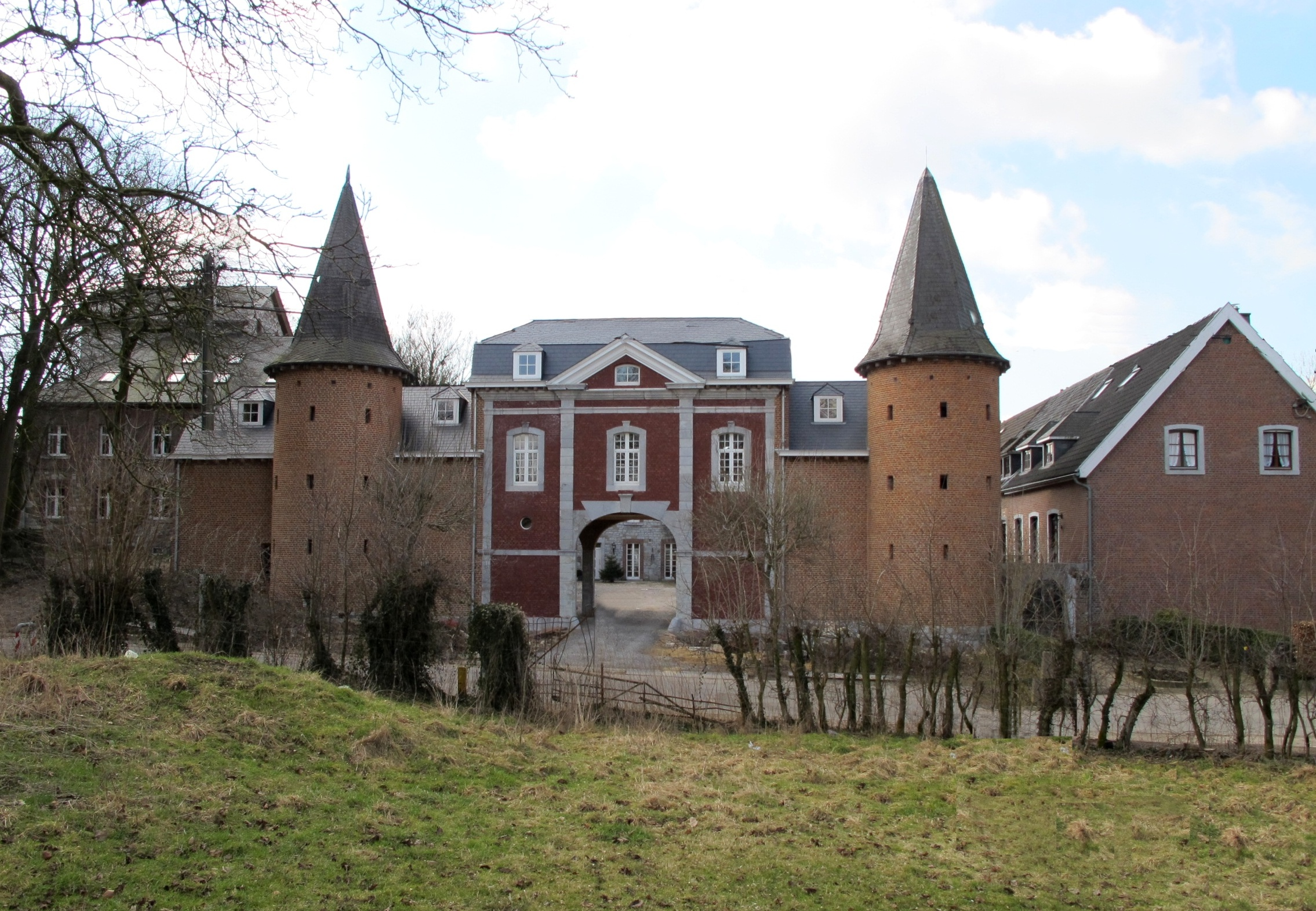
Burg Stockem

In dem Weiler Stockem befindet sich die gleichnamige Burg Stockem, ehemals Sitz der Herren von Eupen und in Teilen ältestes Gebäude Eupens, in dem jetzt Privatwohnungen untergebracht sind. In unmittelbarer Nachbarschaft, auf dem Gebiet der Gemeinde Baelen, befindet sich das ehemalige Franziskaner-Kloster Garnstock mit der 1934 von Dominikus Böhm entworfenen Klosterkirche.
Von der Aussichtsplattform Moorenhöhe besteht ein weiter Ausblick auf die Eupener Unterstadt, das Wesertal und den Hertogenwald.
Eupen war vom 17. Jahrhundert bis Mitte des 19. Jahrhunderts ein Zentrum der Tuchproduktion und ist Bestandteil der Wollroute, die das kulturelle Erbe der Tuchmacherei in der Dreiländerregion rund um Aachen vernetzt. Die Innenstadt weist zahlreiche repräsentative Tuchmacherbauten und Patrizierhäuser mit oftmals dahinter liegenden Tuchschererwinkel vor allem aus dem späten 18. Jahrhundert auf, die inzwischen weitestgehend umgenutzt worden sind. Bedeutende Architekten wie die Aachener Stadtbaumeister Laurenz Mefferdatis, Johann Joseph Couven oder der westfälische Barockbaumeister Johann Conrad Schlaun und andere haben ihre Spuren im Stadtbild hinterlassen.

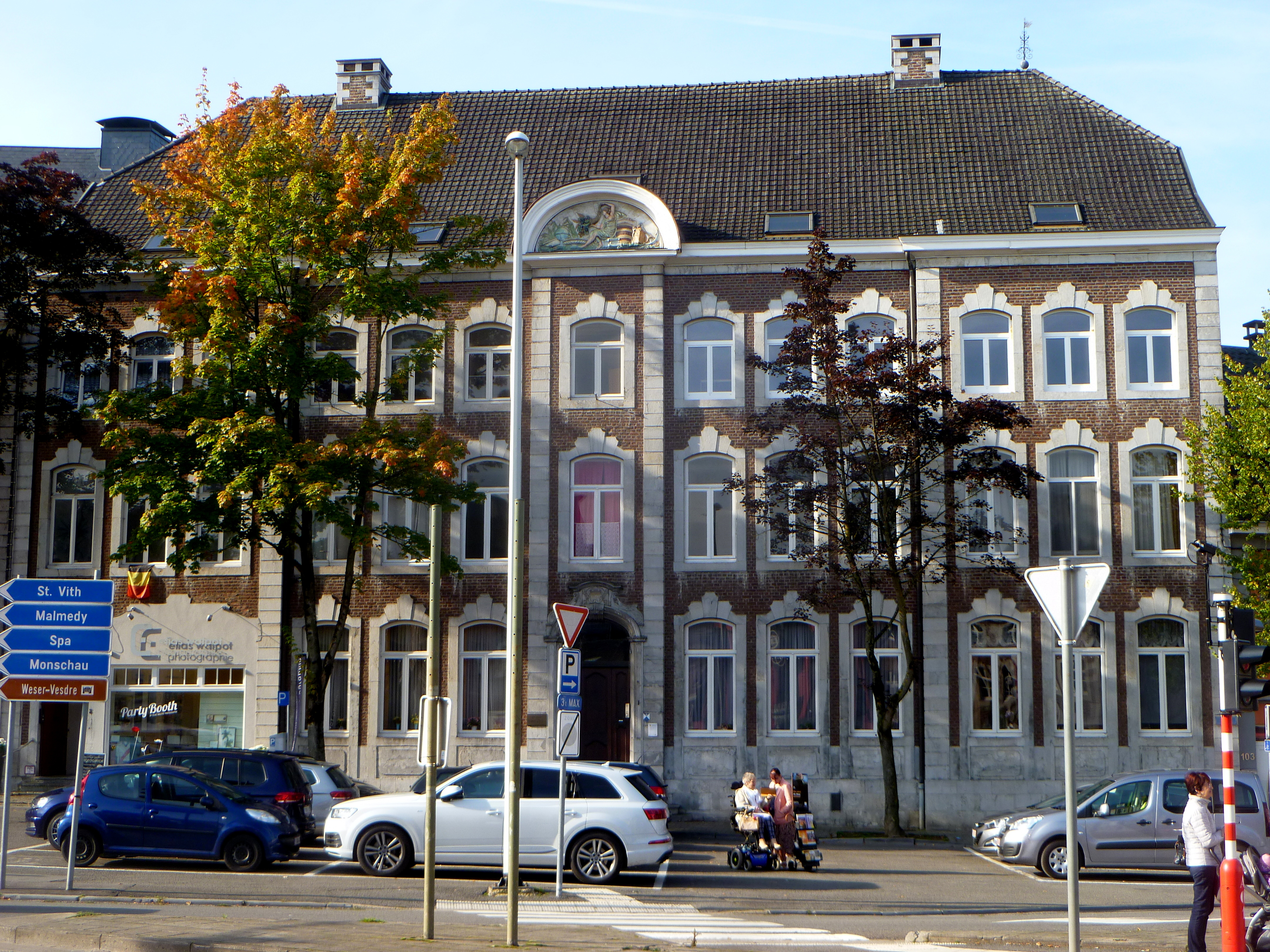
Haus Mennicken

Als besonders sehenswert – neben den oben erwähnten Kirchen und Klöstern – ist das Tuchmacherhaus Mennicken am Werthplatz 1–3, welches laut Inschrift im Keilstein des Mittelportals im Jahr 1744 im Auftrag des Bauherrn Johann Aegidius Grand Ry entstand. Dieses größte Eupener Tuchhaus wechselte häufig den Eigentümer und gehörte zwischen 1786 und 1803 zeitweise auch Mitgliedern der Familie Scheibler aus Monschau.
Ferner gilt das für das Werksgebäude, das sich der Tuchmacher Nikolaus Joseph Grand Ry 1761 bis 1763 von Johann Joseph Couven an der Klötzerbahn 34 erbauen ließ, das heute Regierungsgebäude der Deutschsprachigen Gemeinschaft Belgiens ist. Gegenüber im Haus Klötzerbahn 27, das um 1757 ebenfalls für die Familie Grand Ry als Tuchmacherhof mit einem rückwärtigen Schererwinkel erbaut wurde, residierte bis zu dessen Umzug auf dem Rathausplatz im Jahr 2020 das Eupener Friedensgericht des Gerichtskantons Eupen, zwischenzeitlich Amtsgericht Eupen, sowie das Arbeitsgericht des Gerichtsbezirks Eupen. Das von Laurenz Mefferdatis am Kaperberg 2–4 im Jahr 1724 erbaute Tuchmachergebäude Haus Rehrmann-Fey, ursprünglich mit zwei geschlossenen Innenhöfen, beherbergt das Staatsarchiv in Eupen. Im benachbarten Haus Kaperberg 8, ebenfalls ein ehemaliges Tuchmachergebäude von 1812, tagte bis 2013 das Parlament der Deutschsprachigen Gemeinschaft. In der Unterstadt befindet sich unter der Bezeichnung Haus Oestraße 48 ein Fabrikgebäude des Architekten Johann Conrad Schlaun, das er für seinen Schwager Martin Rehrmann ausführte.
In der zentralen Gospertstraße finden sich mehrere historische bedeutsame Patrizierhäuser, darunter das nach Plänen von Mefferdatis erbaute Haus Gospertstraße 42 mit seiner barocken Gartenanlage, das mittlerweile Sitz des Ministerpräsidenten der DG und der Euregio Rhein-Maas ist, des Weiteren das Haus Gospertstraße 52, in dem das Stadtmuseum seinen Platz gefunden hat, die Häuser Klötzerbahn 27 und Gospertstraße 17, die bautechnisch und funktional mit dem neuen Gebäudekomplex des Ministeriums verbunden worden sind, sowie das ebenfalls von Mefferdatis errichtete Haus Gospertstraße 56.
Weitere sehenswerte Bauwerke sind die durch die Gemeindefusion von 1977 hinzugekommenen Schlösser Libermé, Thal und Weims in Kettenis.
In Erinnerung an historische Gegebenheiten und zur Stadtverschönerung wurde die Stadt mit zahlreichen Denkmälern und Brunnen ausgestattet. Auf dem Werthplatz befindet sich das vom Münchner Bildhauer Rudolf Henn geschaffene Kriegerdenkmal aus der preußischen Zeit, welches an die Gefallenen im Deutschen Krieg und im Deutsch-Französischen Krieg erinnert. Am Marktplatz steht der 1857 nach Plänen von Vincenz Statz von dem Aachener Bildhauer Christian Mohr im neugotischen Stil errichtete Marienbrunnen mit der Mariensäule.
Des Weiteren finden sich im Stadtbild unter anderem die 1998 nach einer Vorlage des Bildhauers Christian Stüttgen von 1909 neu erstellte Pferdetränke, der Panta Rei-Brunnen auf dem Heidberg sowie der Weberbrunnen, der Friedensbrunnen und der Euregio-Brunnen von Peter Hodiamont im Stadtzentrum. Eine besondere Attraktion ist das neu installierte Wetzlarbädchen mit dem Wäserscheff auf der Klötzerbahn, die die Bedeutung des Wassers für die Stadt und ihrer industriellen Entwicklung hervorheben soll.

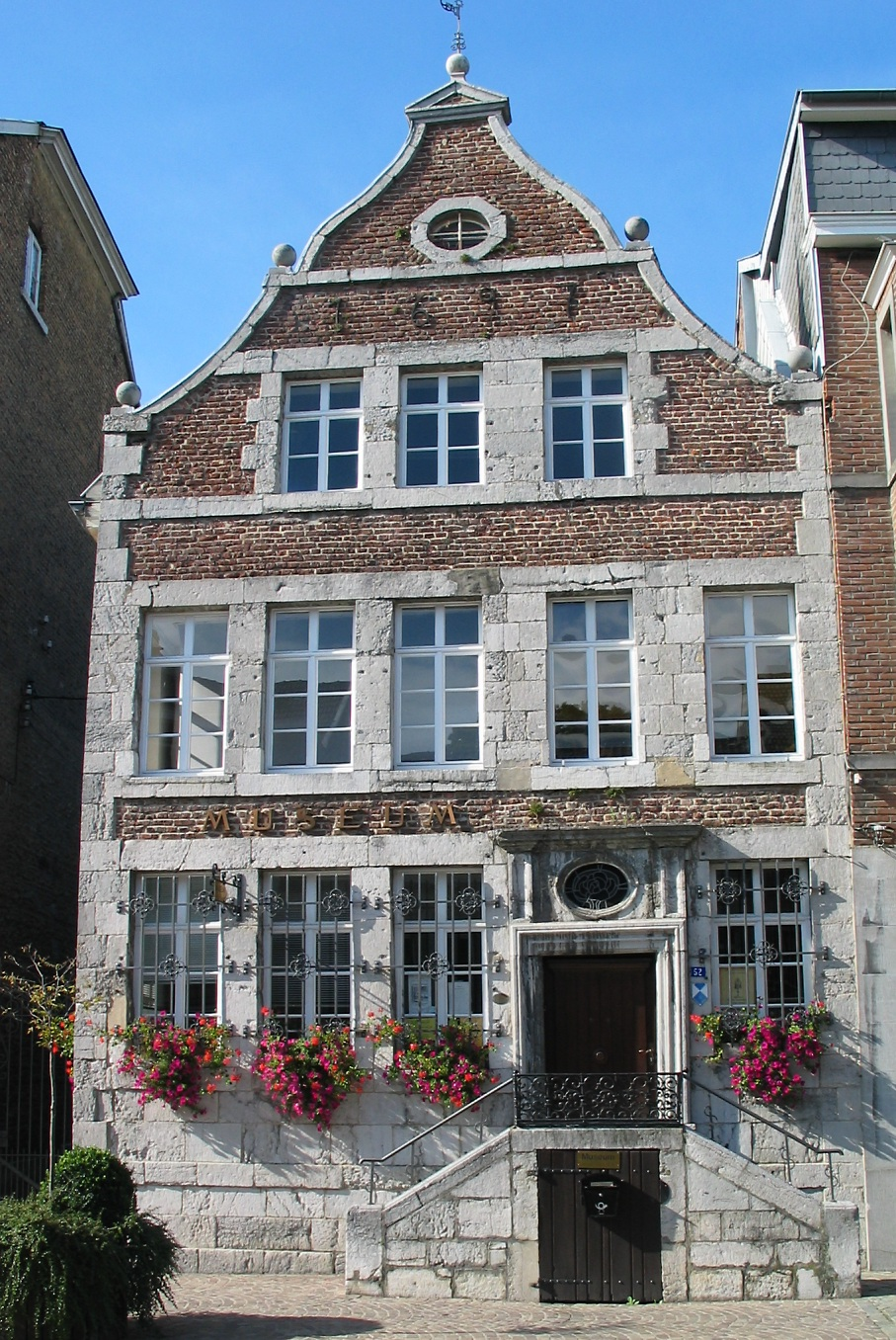
Stadtmuseum Eupen
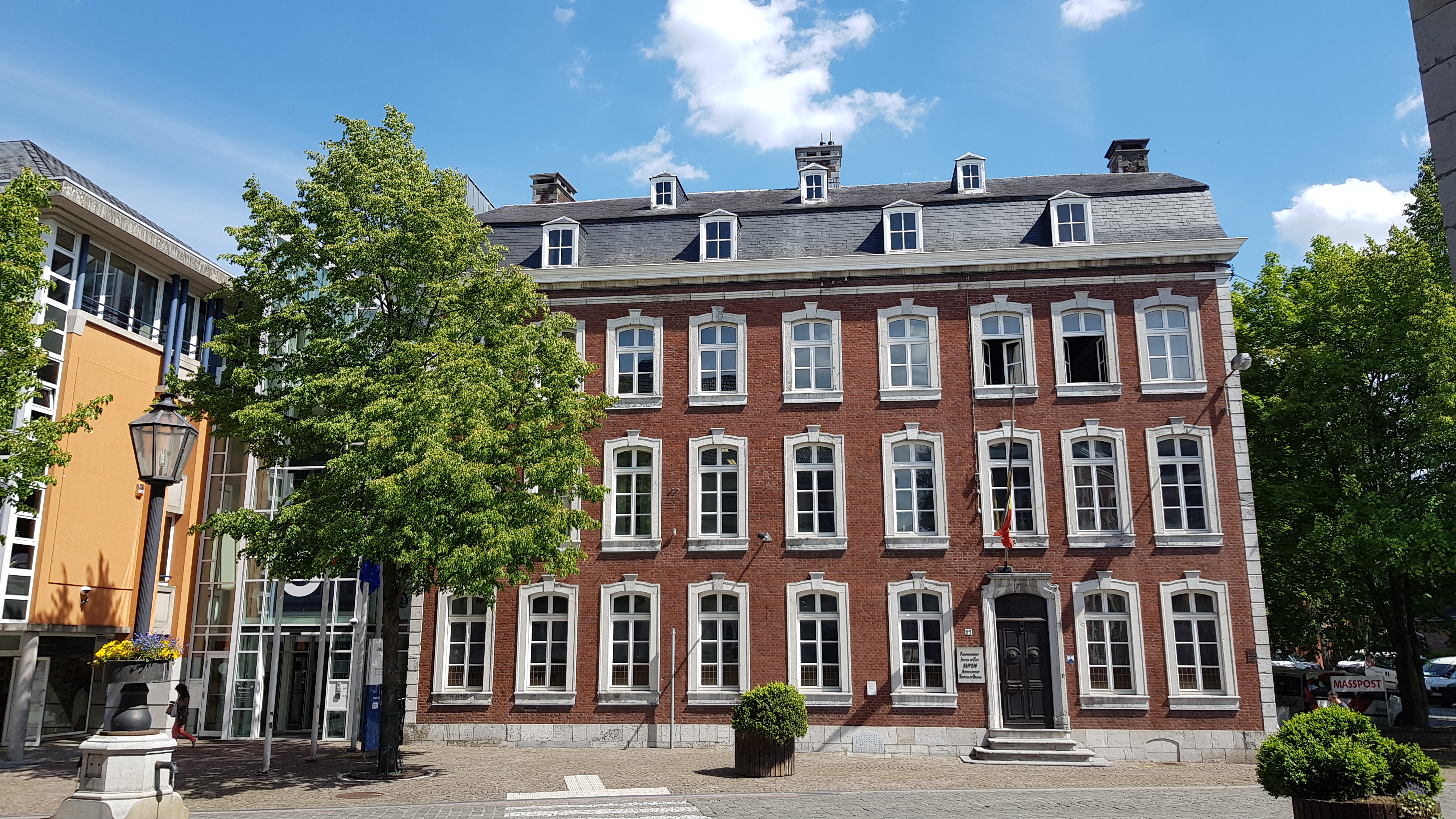
Friedensgericht/Amtsgericht Eupen
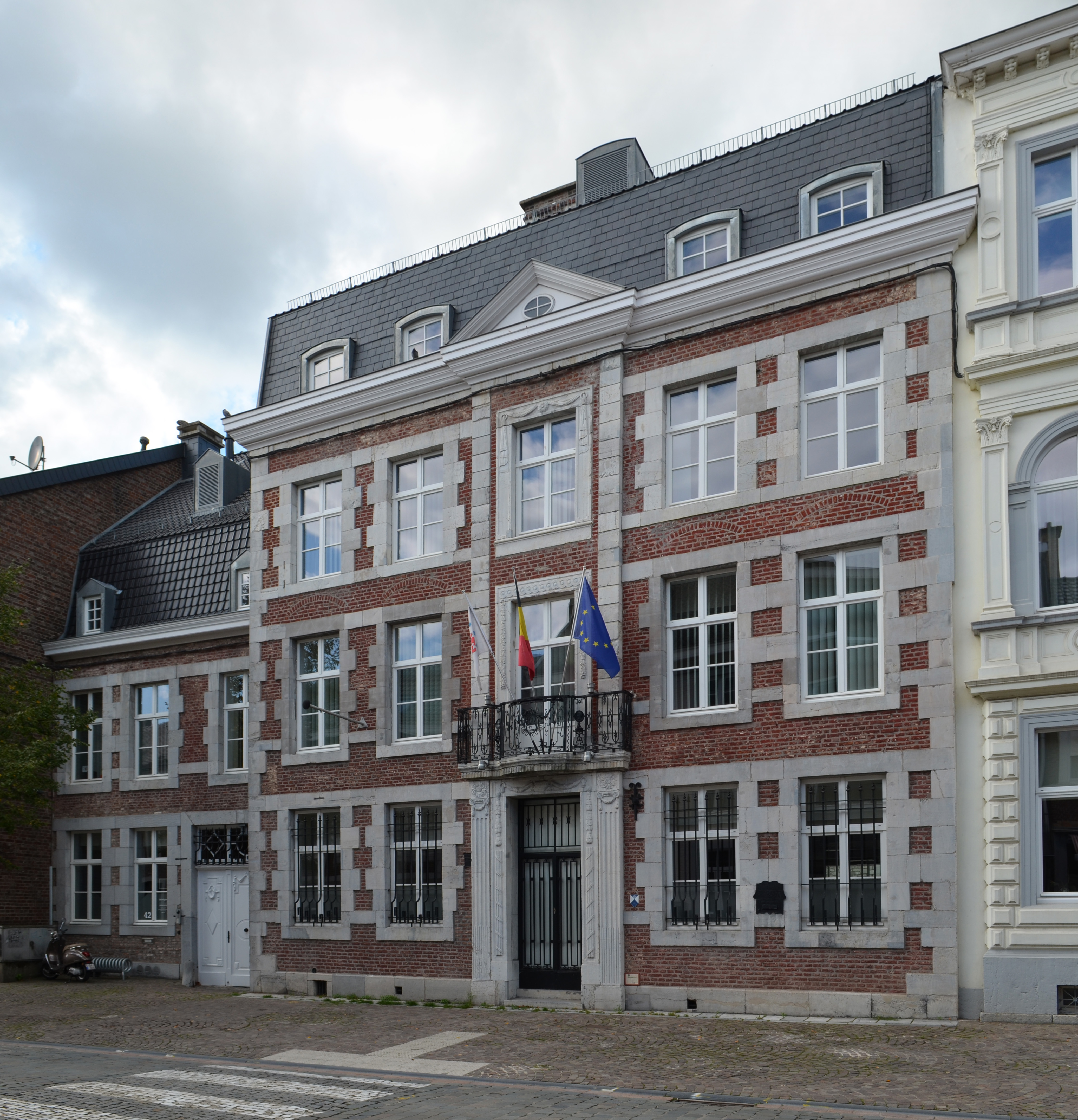
Euregio Rhein-Maas
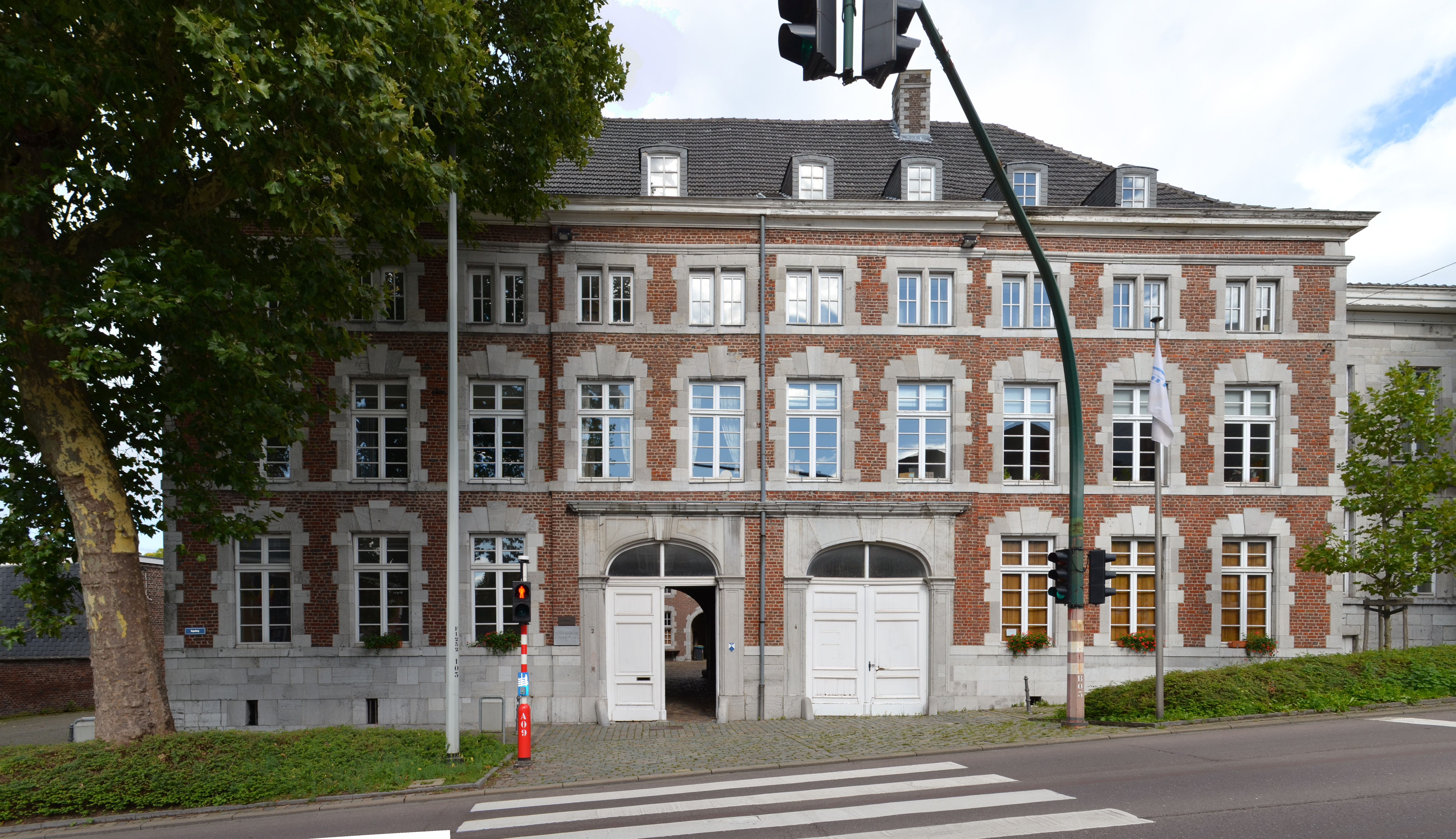
Staatsarchiv Eupen

## Kultur

### Museen

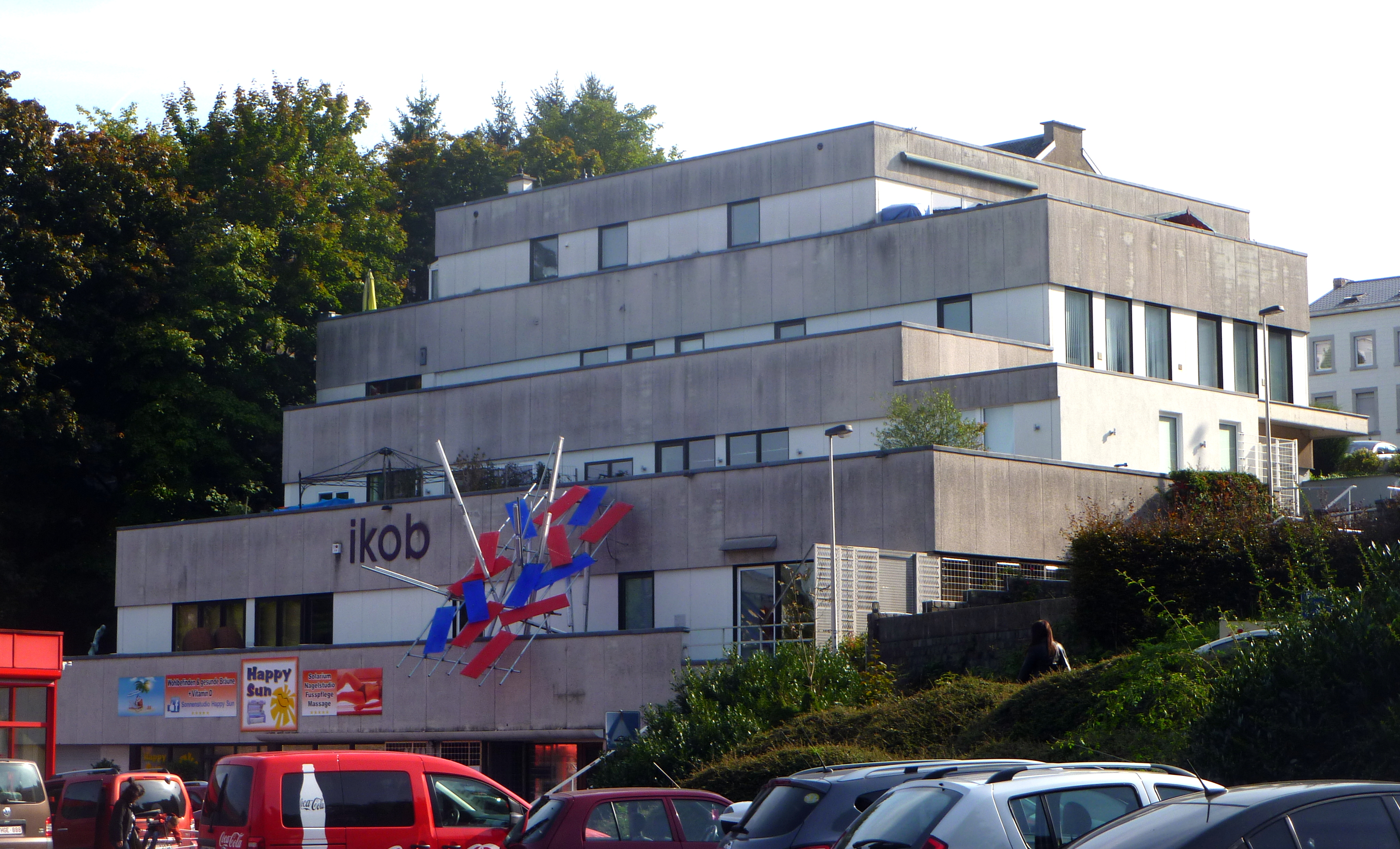
IKOB Eupen

- IKOB – Museum für zeitgenössische Kunst
- Stadtmuseum Eupen

### Musik
- Seit dem 29. August 1905 besteht der Kgl. MGV Marienchor Eupen 1905.[20]
- 1972 wurde die Musikakademie Eupen-Bütgenbach gegründet, die 2009 in Musikakademie der Deutschsprachigen Gemeinschaft Belgiens umbenannt wurde und seit 2019 ihren Sitz in der ehemaligen Villa Arthur Peters hat.
- Seit 1985 besteht die Eupen Big Band.

### Veranstaltungen
- Der Veranstaltungsort Alter Schlachthof ist u. a. Sitz der Soziokulturellen Vereinigung Chudoscnik Sunergia.
- Im Jünglingshaus Eupen[21], das unter der Leitung des Kgl. Kulturellen Komitees der Stadt Eupen VoG steht, werden regelmäßig Kabarettabende, Lesungen und Konzertreihen bis hin zu Theateraufführungen angeboten sowie seit 1994 Filmvorstellungen im integrierten Cinema Eupen, das das 1970 geschlossene Kino Capitol abgelöst hat.
- Der Eupen Musik Marathon ist ein zweitägiges Musikfestival auf mehreren Bühnen in der Oberstadt mit Künstlern aus den Bereichen Rock, Pop, Electro, World Music, Jazz und Klassik (2013 u. a. mit: BAP, Rea Garvey, Max Herre und Royal Republic)[22]
- HAASte Töne?! ist ein Internationales Musik- und Straßentheaterfestival in der Unterstadt, das 2019 zum 25. Mal stattfand.[23]
- Im Jahr 1985 war Eupen Gastgeber des sechsten Europaschützenfestes, einer Veranstaltung der Europäischen Gemeinschaft Historischer Schützen.[24]

### Folklore
- Rheinischer Karneval mit Weiberfastnacht und Rosenmontagszug, letzterer fand erstmals 1884 statt.

## Sport

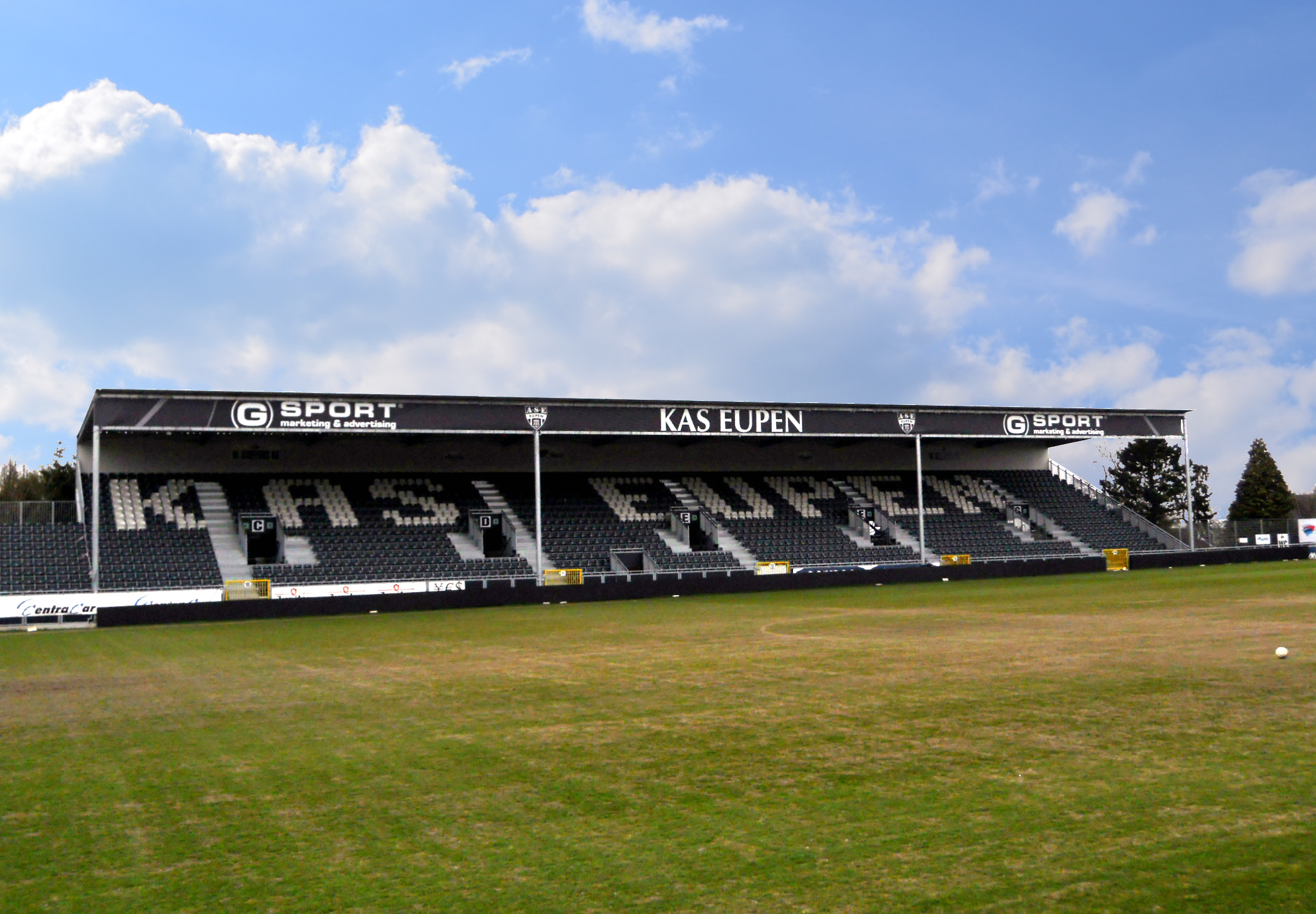
Kehrwegstadion

Eupen ist Heimat zahlreicher Sportvereine, in denen rund 5000 Eupener in unterschiedlichsten Sportarten aktiv sind. Die überregional bekanntesten Eupener Vereine sind:
- Der Fußballverein KAS Eupen, ranghöchster Fußballclub in der Deutschsprachigen Gemeinschaft, spielte erstmals 2010/11 in der ersten belgischen Klasse. Auch von 2016 bis 2024 gehörte der Club zur ersten Liga, seit der Spielzeit 2024/25 tritt man in der zweitklassigen Division 1B an.
- Der Schachverein KSK Rochade Eupen-Kelmis ist achtfacher belgischer Landesmeister und spielt aktuell in der 1. Division (1. Liga im belgischen Schachsport).

Daneben gibt es einige Sportvereine, denen erhebliche Aufmerksamkeit auf regionaler Ebene zukommt. Dazu zählen zum Beispiel der Handballverein KTSV Eupen, der Volleyballverein Sporta Eupen-Kettenis oder der Basketballverein BBC Eupen. Insgesamt sind 43 Sportvereine im Eupener Sportbund zusammengeschlossen.

## Klima
|                        | Jan   | Feb   | Mär   | Apr  | Mai  | Jun   | Jul   | Aug   | Sep   | Okt  | Nov   | Dez   |   |         |
| Mittl. Temperatur (°C) | 0,8   | 1,1   | 4,3   | 7,4  | 11,6 | 14,3  | 16,5  | 16,2  | 12,9  | 9,2  | 4,6   | 1,6   | ⌀ | 8,4     |
| Mittl. Tagesmax. (°C)  | 3,3   | 4,4   | 8,2   | 12,2 | 16,3 | 19,1  | 21,3  | 21,0  | 17,4  | 12,9 | 7,2   | 4,0   | ⌀ | 12,3    |
| Mittl. Tagesmin. (°C)  | −1,8  | −1,9  | 0,7   | 2,8  | 6,8  | 9,5   | 11,7  | 11,2  | 8,6   | 5,8  | 2,0   | −0,8  | ⌀ | 4,6     |
|                        |       |       |       |      |      |       |       |       |       |      |       |       |   |         |
| Niederschlag (mm)      | 115,0 | 101,9 | 106,6 | 81,5 | 97,2 | 101,6 | 106,7 | 106,0 | 105,8 | 99,3 | 105,1 | 120,7 | Σ | 1.247,4 |
|                        |       |       |       |      |      |       |       |       |       |      |       |       |   |         |
| Regentage (d)          | 15,0  | 13,3  | 15,1  | 12,5 | 13,2 | 13,0  | 13,3  | 12,5  | 12,6  | 12,8 | 14,8  | 15,7  | Σ | 163,8   |

| −1,8 |

| −1,9 |

| 0,7 |

| 2,8 |

| 6,8 |

| 9,5 |

| 11,7 |

| 11,2 |

| 8,6 |

| 5,8 |

| 2,0 |

| −0,8 |

| −1,8 |

| −1,9 |

| 0,7 |

| 2,8 |

| 6,8 |

| 9,5 |

| 11,7 |

| 11,2 |

| 8,6 |

| 5,8 |

| 2,0 |

| −0,8 |

| N i e d e r s c h l a g | 115,0 | 101,9 | 106,6 | 81,5 | 97,2 | 101,6 | 106,7 | 106,0 | 105,8 | 99,3 | 105,1 | 120,7 |
|                         | Jan   | Feb   | Mär   | Apr  | Mai  | Jun   | Jul   | Aug   | Sep   | Okt  | Nov   | Dez   |

## Söhne und Töchter der Stadt
- Gillis Hooftman (1521–1581), Handelsherr, Bankier und Reeder in Antwerpen
- Johann von Thys (1715–1773), Feintuchfabrikant und Landwirt in Klagenfurt am Wörthersee
- Heinrich Josef Freiherr von Thimus-Zieverich (um 1719–1789), ungarisch-böhmischer Oberforstmeister und Rittergutsbesitzer sowie Bürgermeister in Aachen
- Jacob Breuls (1749–1803), Ratsherr und Bürgermeister in Bremen
- Bernhard von Scheibler (1785–1837), Landrat für den Kreis Eupen
- Karl Wilhelm von Scheibler (1772–1843), Feldmarschallleutnant in österreichischen Diensten
- Andreas Joseph Franz von Grand Ry (1780–1849), Tuchfabrikant und Bürgermeister von Eupen
- Tinette Homberg (1797–1877), deutsche Frauenrechtlerin, Schriftstellerin, Lehrerin und Erzieherin
- Friedrich von Spankeren (1804–1886), Regierungspräsident in Düsseldorf und Arnsberg
- Friedrich August Neuman (1805–1881), Kupferschmied und Fabrikant für Gasbehälter
- Leonhard Schmitz (1807–1890), Althistoriker und Altphilologe
- Julius The Losen (1812–1882), Tuchfabrikant und Präsident der Handelskammer zu Eupen
- Caesar Bimmermann (1821–1888), Landschaftsmaler
- Edwin Gülcher (1822–1870), Landrat des Kreises Eupen
- Victor Gielen (1825–1887), Zigarrenfabrikant, Politiker und Reichstagsabgeordneter
- Alfred Sternickel (1825–1894), Landrat des Kreises Eupen
- August Tonnar (1827–1909), Bierbrauer und Heimatdichter
- Hubert Theophil Simar (1835–1902), Erzbischof von Köln
- Andreas von Grand-Ry (1837–1903), Politiker und Reichstagsabgeordneter
- David Paul von Hansemann (1858–1920), deutscher Pathologe an der Charité in Berlin
- Daniel Vorländer (1867–1941), deutscher Chemiker
- Michael Esch (1869–1938), deutscher Jesuit und Astronom
- Alfred Feder (1872–1927), deutscher römisch-katholischer Jesuit und Theologe
- Wilhelm Alfred Imperatori (1878–1940), deutscher Industrieführer und Schriftsteller
- Nikolaus Jansen (1880–1965), römisch-katholischer Prälat und Politiker (Zentrum)
- Walter The Losen (1880–1919), Landrat in den Kreisen Eupen und Mayen
- Ewald Fettweis, (1881–1967), Mathematiker
- Edwin Mayer-Homberg (1881–1920), deutscher Rechtswissenschaftler, Ordinarius in Gießen und Marburg
- Rudolf Fettweis (1882–1956), Oberdirektor des Wasser- und Straßenbaus in Baden
- Walter Ophey (1882–1930), Maler, Grafiker
- Peter Schmitz (1887–1938), Schriftsteller
- Fritz Grass (1891–1956), Politiker (Zentrum), Abgeordneter und Fraktionsgeschäftsführer im Preußischen Landtag
- Stephan Gierets (1895–1941), belgisch-deutscher Politiker
- Henri Michel (1900–1976), belgischer Journalist sowie Mitbegründer und Chefredakteur des Grenz-Echos
- Ernst Coenen (1906–1996), deutscher Jurist, Diplomat und Industriemanager
- Marco Peltzer (1909–1983), belgischer Eishockeyspieler
- Carl de Nys (1917–1996), belgisch-französischer Priester, Musikwissenschaftler und Kritiker
- Michael Graf Wolff Metternich zur Gracht (1920–2018), deutscher Automobilhistoriker
- Willy Mommer (1921–1972), belgischer Pianist, Dirigent, Komponist und Kulturmanager, Mitglied der Résistance im Zweiten Weltkrieg, Spion für die Alliierten im Kampf gegen das Naziregime
- Robert Gilles (1923–2003), belgischer Handballspieler, Handballtrainer und Sportfunktionär
- Reiner Pankert (1923–1988), belgischer Kaufmann und Bürgermeister der Stadt Eupen
- Alfred Fettweis (1926–2015), deutsch-belgischer Hochschullehrer für Elektro- und Informationstechnik
- Adolf Christmann (* 1927), belgischer Porträt- und Landschaftsmaler
- Kurt Ortmann (1931–2010), belgischer Politiker
- Paul Schoonbroodt (1933–2012), belgischer katholischer Priester
- Manfred Betsch (1934–1985), belgischer Politiker
- Alfred Evers (1935–2018), belgischer Politiker
- Siegfried Theissen (* 1940), belgischer Germanist und Sprachwissenschaftler
- Hubert Schoonbroodt (1941–1992), belgischer Organist und Dirigent
- Manfred Schunck (* 1941), belgischer Pharmazeut und ehemaliger Politiker
- Marie Hüllenkremer (1943–2004), deutsch-belgische Journalistin und Politikerin
- Herbert Wimmer (* 1944), deutscher Fußballspieler (Europameister 1972 und Weltmeister 1974 mit Deutschland)
- Wilfried Woyke (* 1944), deutscher Fußballspieler (1. Bundesliga)
- Henri Xhonneux (1945–1995), belgischer Filmemacher
- Freddy Derwahl (* 1946), belgischer Schriftsteller und Journalist
- Marcel Bauer (* 1946), belgischer Journalist, Filmemacher und Schriftsteller
- Elmar Keutgen (* 1948), belgischer Mediziner und Politiker
- Alfred Minke (* 1948), belgischer Historiker
- Edgar Cüpper (* 1949), belgischer Reiter und Olympiamedaillen Gewinner
- Mathieu Grosch (* 1950), belgischer Politiker, MdEP
- Christian Silvain (* 1950), belgischer Maler und Grafiker
- Karl-Heinz Klinkenberg (* 1952), belgischer Politiker
- Hans-Georg Reinertz (1952–2023), belgischer Kirchenmusiker und Flötist
- Roger Xhonneux (* 1954), belgischer Handballspieler, -trainer und -schiedsrichter
- Antoine Fagot (* 1956), belgischer Fußballspieler
- Ralph Heck (* 1956), belgischer Manager und Vorstandsvorsitzender der Bertelsmann Stiftung
- Herbert Laschet Toussaint (* 1957), deutscher Lyriker und Herausgeber
- Guido Meyer (* 1959), deutscher römisch-katholischer Theologe
- Monika Dethier-Neumann (* 1960), belgische Innenarchitektin und Politikerin
- Gerhard Sporken (* 1960), belgischer Komponist und Dirigent
- Serge Brammertz (* 1962), belgischer Chefankläger am internationalen Strafgerichtshof in Den Haag
- Paul Pankert (* 1965), belgischer Violinist und Komponist
- Thomas Scheen (1965–2017), belgischer Journalist
- Mathias Cormann (* 1970), australischer Politiker
- Serge Schoonbroodt (* 1971), belgischer Organist
- Patrick Schiffer (* 1973), deutscher Politiker
- Raphael Grosch (* 1978), belgischer Schauspieler
- Isabelle Weykmans (* 1979), belgische Politikerin
- Jasmin Schwiers (* 1982), deutsche Schauspielerin
- Vincent Naveau (* 1984), belgischer Biathlet
- Andreas Braun (* 1985), belgischer Biathlet
- Nicolas Limbach (* 1985), deutscher Säbelfechter
- Diane Willems (* 1985), deutsch-belgische Schauspielerin
- Alice Smeets (* 1987), belgische Fotografin
- Karen Dahmen (* 1988), Schauspielerin
- Achim Pitz (* 1989), Rhönradturner und -trainer
- Kathrin Hendrich (* 1992), deutsch-belgische Fußballspielerin
- Liesa Scholzen (* 1992), belgische Abgeordnete des Parlaments der Deutschsprachigen Gemeinschaft
- Kim Braun (* 1997), deutsche Handballspielerin

## Ehrenbürger der Stadt
- 1859: Anton Wilhelm Hüffer
- 1911: Robert Wetzlar
- 1917: Paul von Hindenburg
- 1951: Hugo Zimmermann
- 1956: Carl Bourseaux
- 1970: Joseph Thissen
- 1984: Alfred Bourseaux
- 1997: Königliches Militärinstitut für Leibeserziehung (KMILE)
- 2007: Kongregation der Franziskanerinnen von der Heiligen Familie

## Trivia
- Im etwa 30 Kilometer entfernten Eschweiler in Deutschland gibt es einen Stadtteil mit dem Namen Klee Oepe („Klein Eupen“), wo sich bis zur frühen Neuzeit die Eupener und die Kölner auf halbem Wege zum Pferdehandel trafen.